# Skoki narciarskie na Mistrzostwach Świata w Narciarstwie Klasycznym 2009
Skoki narciarskie na Mistrzostwach Świata w Narciarstwie Klasycznym 2009 – zawody w skokach narciarskich przeprowadzone w ramach Mistrzostw Świata w Narciarstwie Klasycznym 2009 się w dniach 19–28 lutego tego roku w Libercu.
Na skoczniach Ještěd zostały rozegrane cztery konkurencje – trzy indywidualne (konkursy mężczyzn na obiektach HS100 i HS134 oraz konkurs kobiet na obiekcie HS100) oraz jedna drużynowa (skoki mężczyzn na obiekcie HS134). Konkurs kobiet był pierwszą w historii rywalizacją o tytuł mistrzyni świata w skokach narciarskich. Indywidualnie złote medale zdobyli: Wolfgang Loitzl i Lindsey Van na skoczni HS100 oraz Andreas Küttel na skoczni HS134. Drużynowe mistrzostwo mężczyzn zdobyła reprezentacja Austrii.
Do zawodów zostało zgłoszonych 118 zawodników z 23 narodowych reprezentacji, w tym 79 mężczyzn z 22 krajów i 39 kobiet z 13 krajów.

## Przed mistrzostwami

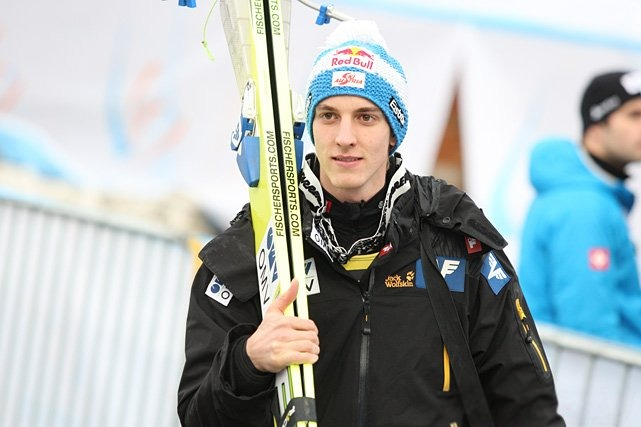
Gregor Schlierenzauer – lider klasyfikacji Pucharu Świata przed rozpoczęciem mistrzostw.

Wśród faworytek do zwycięstwa najczęściej podawano cztery nazwiska: Anette Sagen, Anna Häfele, Ulrike Gräßler i Daniela Iraschko. Było to związane z ówczesną klasyfikacją Pucharu Kontynentalnego, w której te zawodniczki zajmowały wysokie miejsca. Bezpośrednio przed mistrzostwami dwa konkursy w Notodden wygrała Iraschko, co potwierdziło, że będzie liczyć się w walce o medal.
Faworytami w konkursach mężczyzn byli: lider klasyfikacji generalnej i zwycięzca 10 konkursów Pucharu Świata do momentu rozpoczęcia mistrzostw – Gregor Schlierenzauer, wicelider i czterokrotny zwycięzca konkursów PŚ – Simon Ammann oraz Wolfgang Loitzl. Tuż przed mistrzostwami konkurs Pucharu Świata w Oberstdorfie wygrał Harri Olli i także był uważany za jednego z faworytów. Regularnie miejsca w pierwszej dziesiątce zawodów zajmowali Anders Jacobsen i Thomas Morgenstern, co sprawiło, że także byli uznawani za kandydatów do medalu. Wśród faworytów wymieniano także takie nazwiska jak: Adam Małysz, Dmitrij Wasiljew czy Ville Larinto.
W konkursie drużynowym kandydatem do zdobycia złotego medalu była reprezentacja Austrii, która wygrała prawie wszystkie konkursy drużynowe w sezonie. W walce o medale faworytami były także reprezentacje: Finlandii – zwycięzcy konkursu drużynowego na 10 dni przed mistrzostwami, Rosji, która zajęła drugie miejsce w konkursie drużynowym w Oberstdorfie, Niemiec i Japonii.

## Skocznie
Dwa spośród czterech konkursów (konkurs indywidualny mężczyzn i kobiet) skoków narciarskich podczas Mistrzostw Świata w Narciarstwie Klasycznym 2009 odbyły się na skoczni normalnej (HS100) w Libercu. Pozostałe dwa konkursy (indywidualny i drużynowy mężczyzn) zostały przeprowadzone na dużym obiekcie (HS134), znajdującym się w tym samym kompleksie skoczni.
| Nazwa skoczni | Miejscowość | Punkt K | HS     | Rekord skoczni | Rekord skoczni     | Rekord skoczni |
| ------------- | ----------- | ------- | ------ | -------------- | ------------------ | -------------- |
| Ještěd        | Liberec     | K-90    | HS 100 | 106,5 m        | Anssi Koivuranta   | 19.02.2009     |
| Ještěd        | Liberec     | K-120   | HS 134 | 139,0 m        | Thomas Morgenstern | 21.12.2002     |
| Ještěd        | Liberec     | K-120   | HS 134 | 139,0 m        | Janne Ahonen       | 11.01.2004     |

## Jury
Dyrektorem konkursów w skokach narciarskich na mistrzostwach świata w Libercu był Leoš Škoda oraz z ramienia Międzynarodowej Federacji Narciarskiej, dyrektor zawodów Pucharu Świata Walter Hofer. Asystentem Waltera Hofera był, podobnie jak w innych oficjalnych zawodach organizowanych przez FIS, Miran Tepeš. Sędzią technicznym był Sandro Sambugaro, a jego asystentem Yutaka Minemura.
Skład sędziowski poszczególnych konkursów przedstawia poniższa tabela.
| Sędzia           | Kraj       | Stanowisko na wieży sędziowskiej konk. ind. kobiet HS 100 | Stanowisko na wieży sędziowskiej konk. ind. mężczyzn HS 100 | Stanowisko na wieży sędziowskiej konk. ind. mężczyzn HS 134 | Stanowisko na wieży sędziowskiej konk. druż. mężczyzn HS 134 |
| ---------------- | ---------- | --------------------------------------------------------- | ----------------------------------------------------------- | ----------------------------------------------------------- | ------------------------------------------------------------ |
| Johann Bachmayer | Austria    | –                                                         | A                                                           | D                                                           | –                                                            |
| Janez Bešter     | Słowenia   | D                                                         | E                                                           | B                                                           | D                                                            |
| Václav Kraml     | Czechy     | A                                                         | B                                                           | E                                                           | A                                                            |
| Geir S. Løng     | Norwegia   | E                                                         | –                                                           | C                                                           | E                                                            |
| David Piguet     | Szwajcaria | B                                                         | C                                                           | –                                                           | B                                                            |
| William Trachsel | Francja    | C                                                         | D                                                           | A                                                           | C                                                            |

## Przebieg zawodów

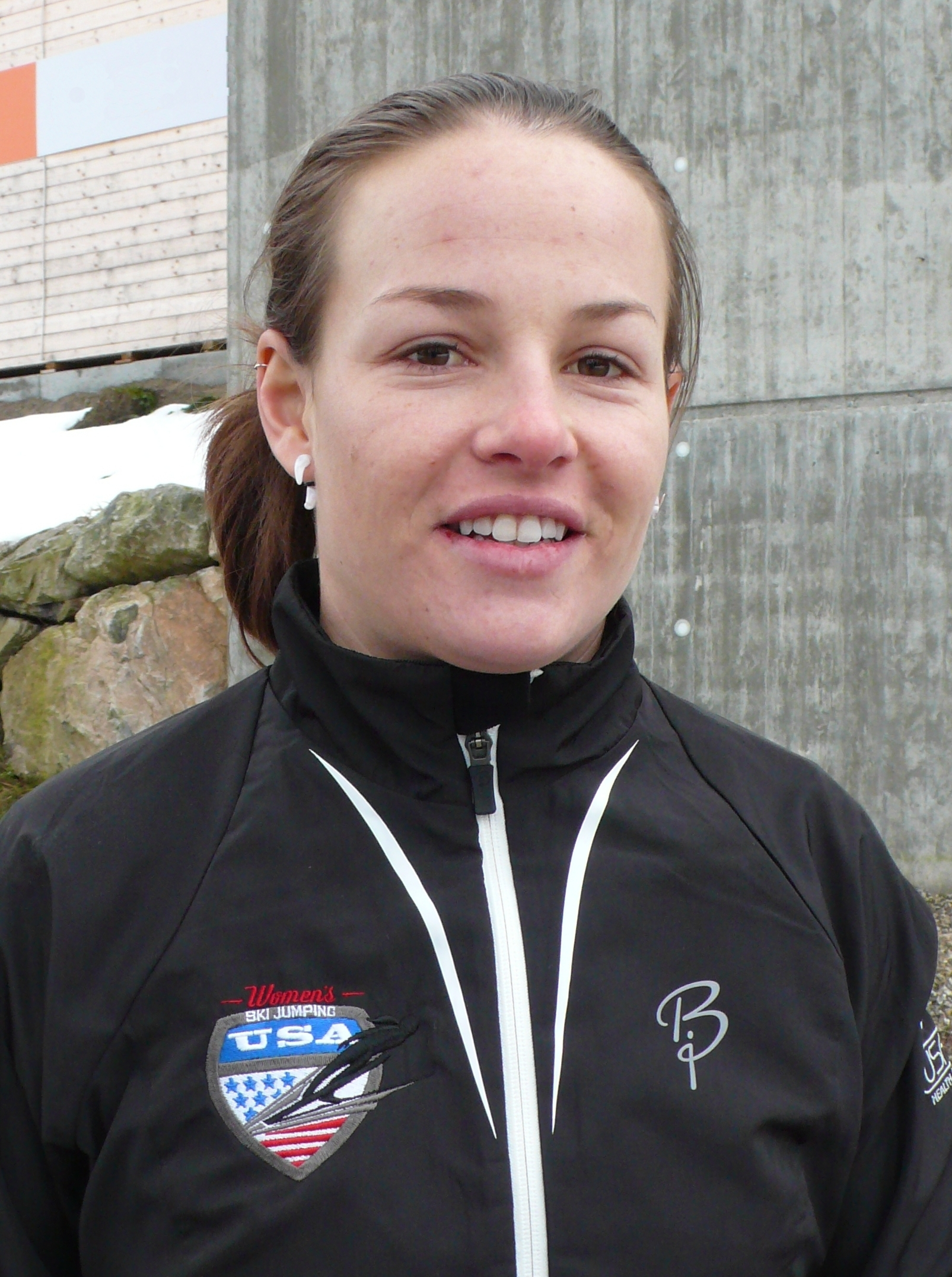
Lindsey Van – mistrzyni świata w skokach narciarskich z 2009 roku.

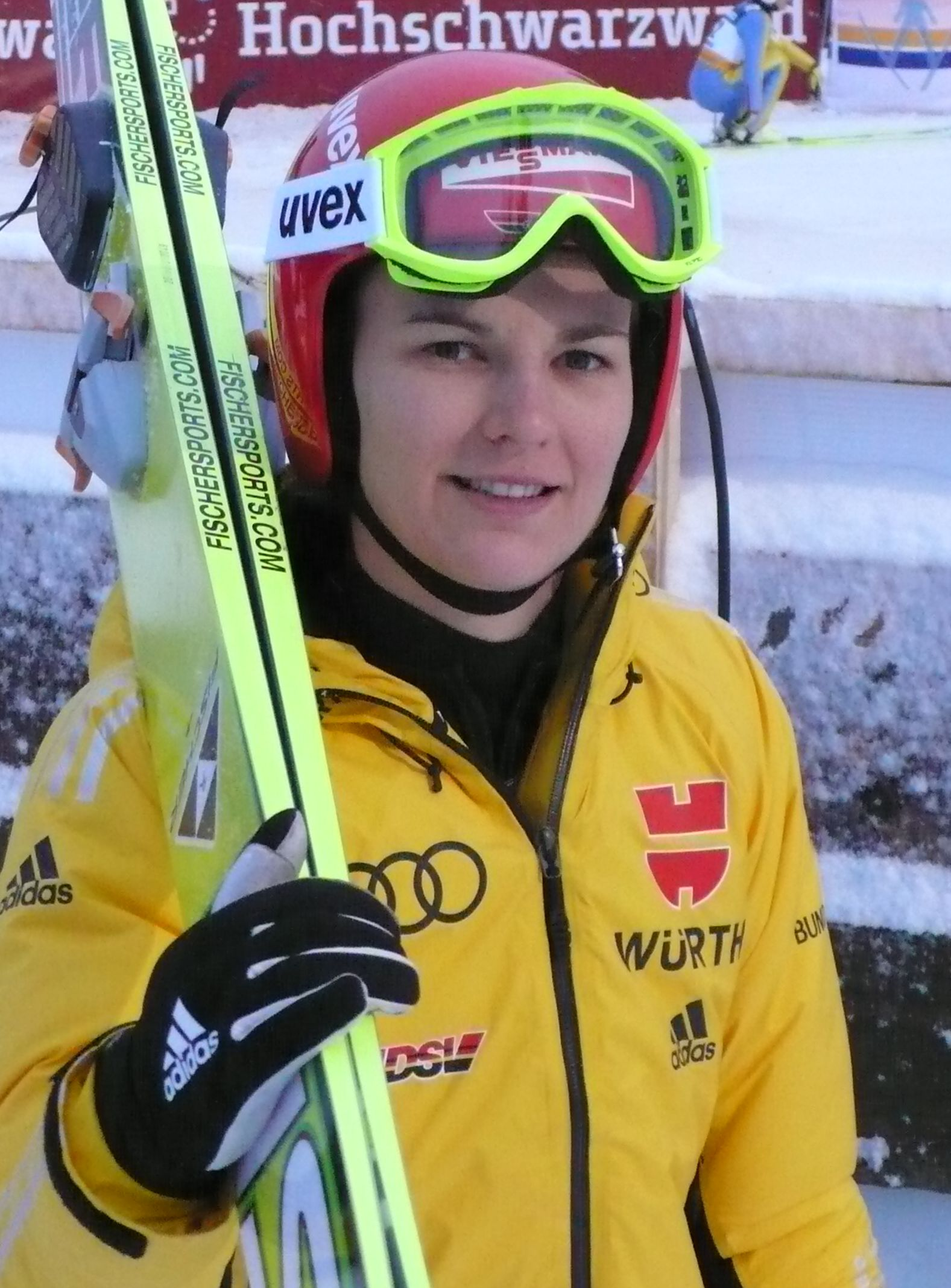
Ulrike Gräßler – wicemistrzyni świata w skokach narciarskich z 2009 roku.

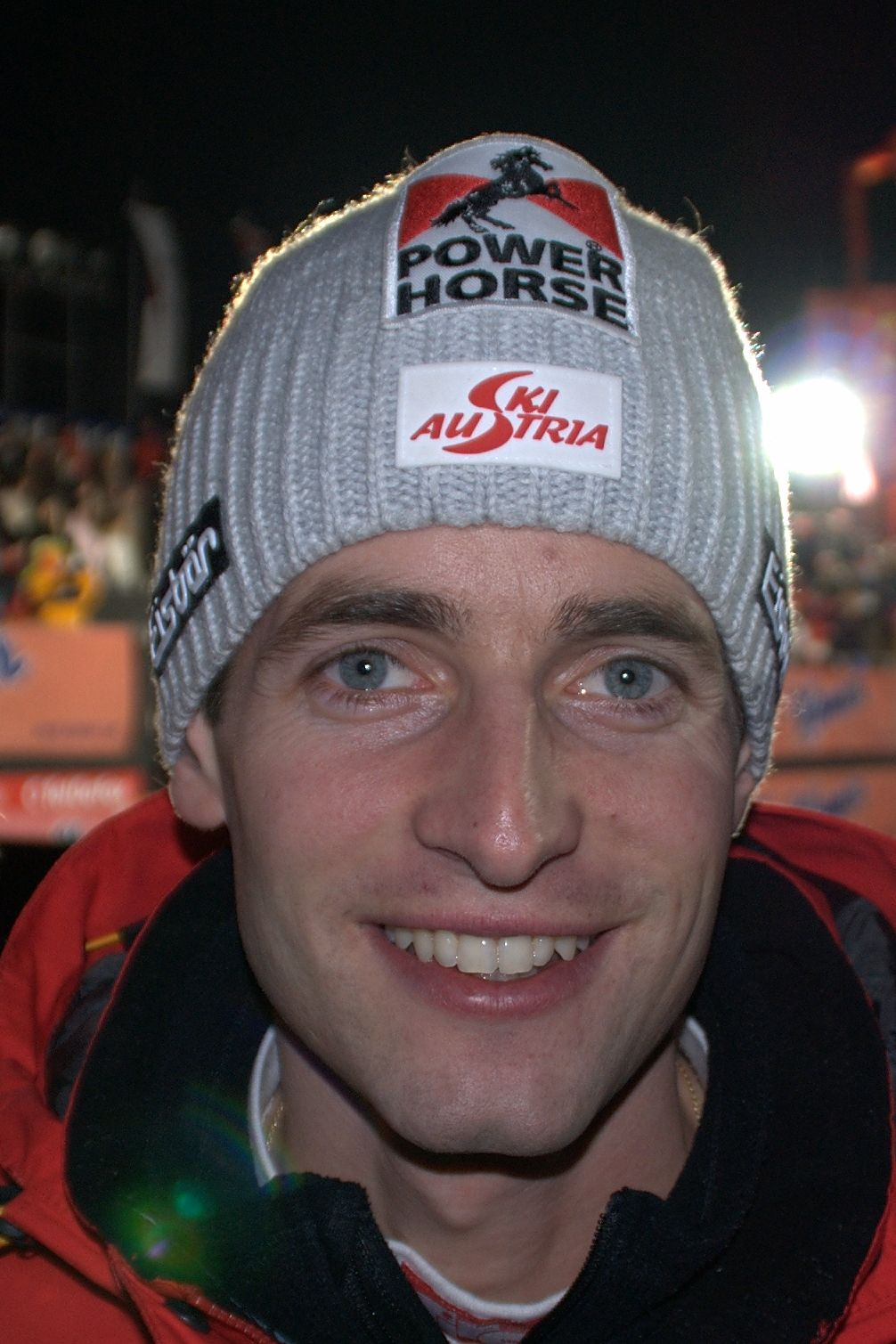
Wolfgang Loitzl – mistrz świata ze skoczni normalnej.

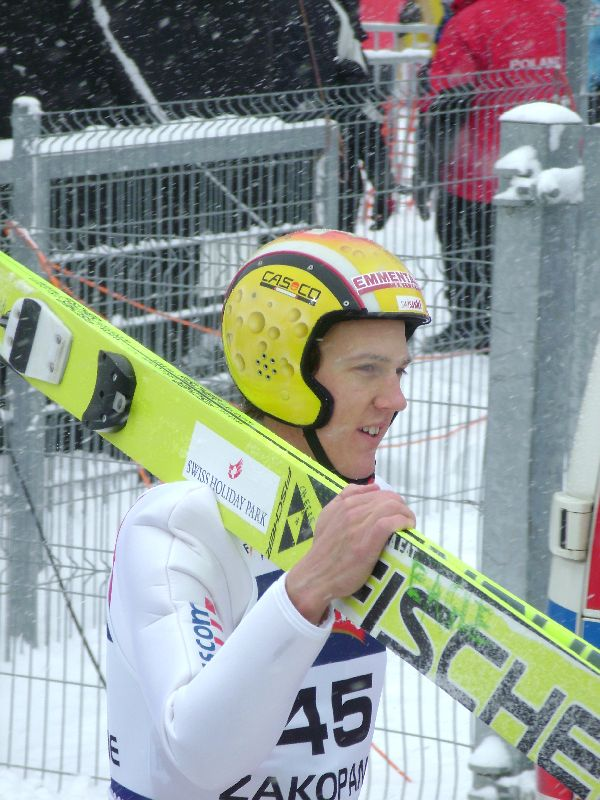
Andreas Küttel – mistrz świata ze skoczni dużej.

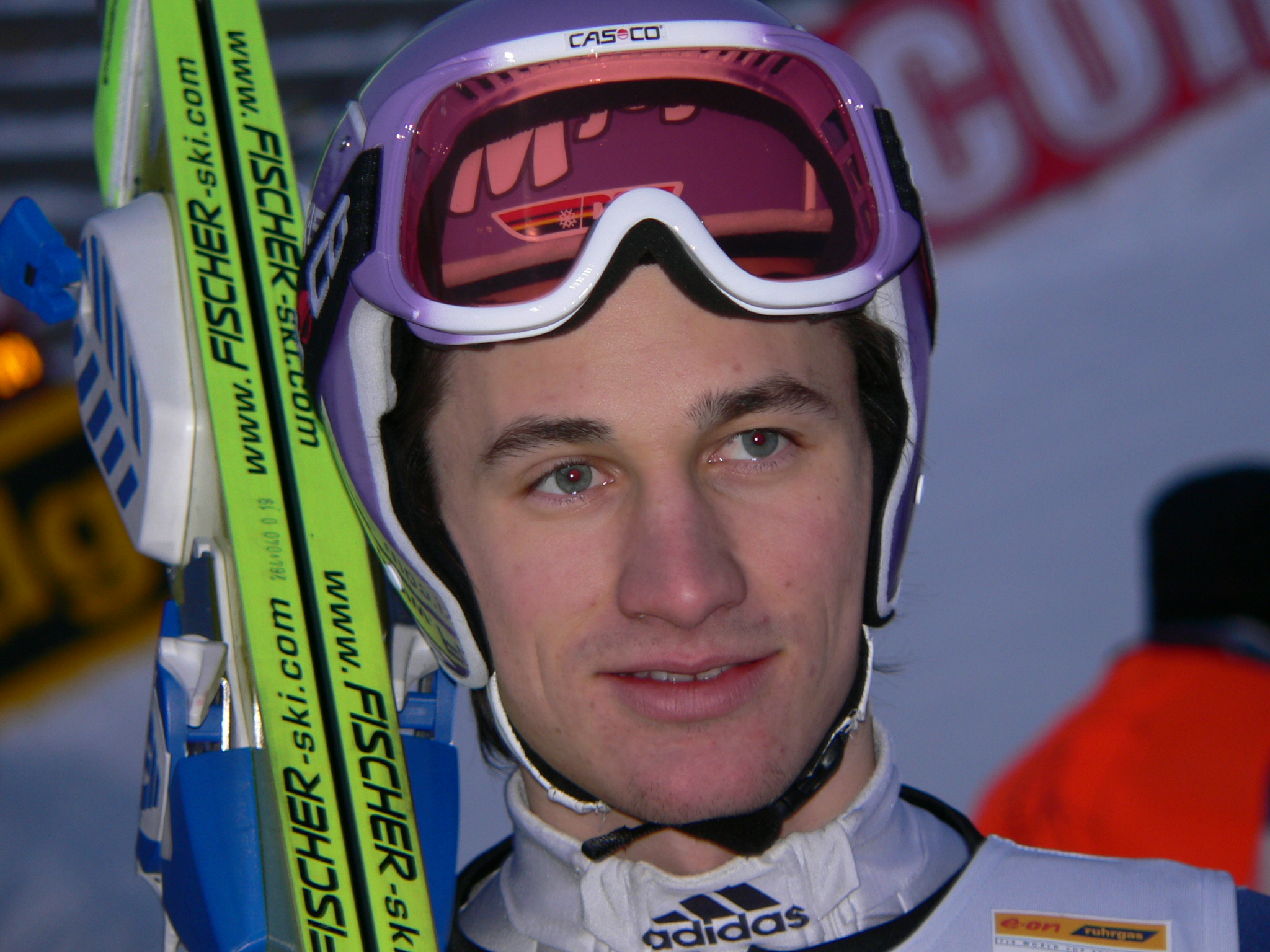
Martin Schmitt – wicemistrz świata ze skoczni dużej.

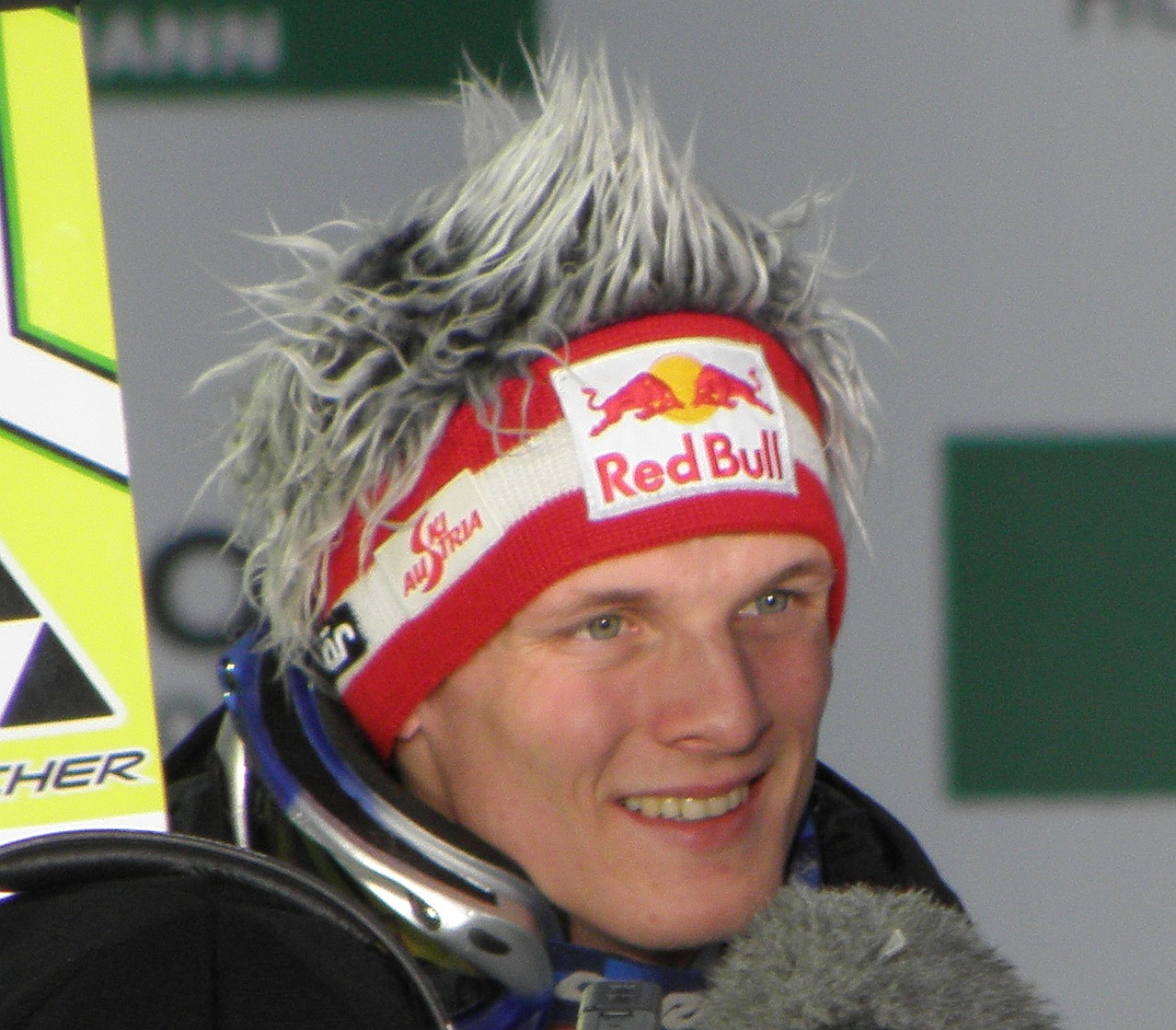
Thomas Morgenstern – mistrz świata w konkursie drużynowym.

Pierwszym z konkursów indywidualnych na Mistrzostwach Świata w Narciarstwie Klasycznym 2009 w Libercu były zawody kobiet na skoczni normalnej. Jednocześnie był to pierwszy w historii mistrzostw świata w narciarstwie klasycznym konkurs w skokach narciarskich, w którym o medale rywalizowały kobiety. Początkowo na liście startowej znalazło się 39 zawodniczek, jednak ostatecznie w konkursie udział wzięło 36 skoczkiń. Ze startu zrezygnowały dwie reprezentantki Czech – Natálie Dejmková i Lucie Míková oraz reprezentantka Kanady, Atsuko Tanaka. Konkurs przebiegał w niekorzystnych warunkach atmosferycznych, głównie za sprawą silnych opadów śniegu.
Belka startowa przed pierwszą serią konkursową została umieszczona na 24 pozycji. Pierwszą zawodniczką, która oddała skok była Maren Lundby, która uzyskała 73,5 metra. Chwilę później Yūki Itō uzyskała rezultat o metr dłuższy i objęła prowadzenie, którego nie oddała aż do skoku Ayumi Watase na 76,5 metra. Pierwszy skok na odległość punktu konstrukcyjnego (90 metrów) był zasługą najmłodszej uczestniczki zawodów, reprezentującej Francję – Coline Mattel. Do tego wyniku nie zbliżyła się żadna ze skoczkiń aż do momentu, gdy swój skok oddała Magdalena Schnurr. Reprezentantka Niemiec uzyskała 89 metrów, co dało jej drugie miejsce. Tę samą odległość uzyskała Daniela Iraschko, jednak ze względu na lepsze noty za styl wyprzedziła Niemkę. Identyczny skok i notę jak Iraschko uzyskała także Lindsey Van, w wyniku czego obie zawodniczki zajmowały ex aequo tę samą lokatę. Jedynie dwie zawodniczki zdołały oddać skok za punktem kalkulacyjnym obiektu w Libercu. Tymi zawodniczkami były: Ulrike Gräßler oraz Anette Sagen. Obie zawodniczki uzyskały 93,5 metra, jednak liderką po pierwszej rundzie została Gräßler.
Drugą serię konkursową przeprowadzono z belki startowej nr 25. Pierwsza z zawodniczek, Julia Kykkänen uzyskała 72 metry, dzięki czemu awansowała na 26. pozycję. Chwilę później Ayuka Takeda skoczyła 75 metrów i objęła prowadzenie. Odległość 87 metrów osiągnięta przez Helenę Olsson Smeby spowodowała, że zawodniczka prowadziła w konkursie. Zmiana liderki nastąpiła dopiero po skoku Jenny Mohr, która skoczyła 8 metrów bliżej, jednak mimo to wyprzedziła Smeby. Kilka minut później na pierwszym miejscu znalazła się Bigna Windmüller.
Skok z problemami w powietrzu na odległość 59,5 metra oddała Manja Pograjc, która tym samym spadła o 10 pozycji. Na pierwszym miejscu nadal była Windmüller, jednak krótko później prowadzenie objęła Jacqueline Seifriedsberger, a następnie Ayumi Watase oraz Jessica Jerome.
Daniela Iraschko, uzyskując 91 metrów, objęła prowadzenie. Lindsey Van, która zajmowała z Iraschko ex aequo czwarte miejsce, skoczyła 6,5 metra dalej i wyprzedziła Austriaczkę. Kolejną zawodniczką na starcie była Coline Mattel, jednak uzyskała gorszy rezultat od poprzedniczek i po swojej próbie zajmowała trzecią lokatę. Na starcie pozostały dwie zawodniczki – Anette Sagen i Ulrike Gräßler, jednak żadna z nich nie zdołała pokonać prowadzącej Van. Tym samym Lindsey Van została pierwszą kobietą w historii, która zdobyła złoty medal mistrzostw świata w skokach narciarskich. Srebrny medal przyznany został Gräßler, a brązowy – Sagen.
Drugą z konkurencji były skoki mężczyzn na skoczni normalnej, które odbyły się 21 lutego. Pierwszym zawodnikiem, który oddał skok był Maciej Kot, jednak uzyskał 86 metrów, co nie pozwoliło mu awansować do serii finałowej. Pierwszym skoczkiem, który lądował za punktem konstrukcyjnym był Ołeksandr Łazarowycz, który po skoku na 91,5 metra objął prowadzenie. Kolejny z zawodników, Robert Hrgota skoczył dwa metry dalej i to on został liderem konkursu. Dalszy skok oddał reprezentant Czech, Lukáš Hlava – 96,5 metra. Pozostawał liderem aż do skoku Takanobu Okabe, który pokonał Hlavę o 2,5 metra. Tuż za nim na belce startowej pojawił się Kamil Stoch, który dzięki odległości 99,5 metra objął prowadzenie.
Stoch pozostawał liderem przez 20 skoków, krócej od niego skakali zawodnicy, którzy zajmowali miejsca w pierwszej 20 ówczesnej klasyfikacji Pucharu Świata, między innymi: Roman Koudelka, Michael Uhrmann i Anders Bardal. Pół metra bliżej od Stocha skoczył Andreas Küttel i mimo wyższych od Polaka not sędziowskich, uplasował się o pół punktu za nim.
Dopiero po skoku Ville Larinto na 101 metrów, reprezentant Polski przestał prowadzić w konkursie. Kolejnym zawodnikiem był Dmitrij Wasiljew, jednak uzyskane przez niego 94,5 metra gwarantowało tylko awans do finałowej serii, gdyż po skoku zajmował miejsce w drugiej dziesiątce stawki. Skoczkiem, który wystartował po Wasiljewie był Anders Jacobsen, który po skoku na 102 metry objął prowadzenie w konkursie. Jeszcze dalszy skok, na 104,5 metra oddał Harri Olli i wyprzedził Jacobsena. Żaden z pięciu pozostałych zawodników nie zdołał pokonać reprezentanta Finlandii. Martin Schmitt skoczył 100,5 metra, Thomas Morgenstern uzyskał 101,5 metra, Wolfgang Loitzl – 103,5 metra, Simon Ammann – 102 metry, podobnie jak lider Pucharu Świata, Gregor Schlierenzauer. Po pierwszej serii drugie miejsce za Ollim zajmował Loitzl, a trzecie Jacobsen.
Drugą serię rozpoczął Dienis Korniłow i dzięki skokowi na 93,5 metra objął prowadzenie na dłuższy czas. Rosjanina wyprzedził dopiero Robert Kranjec (20. po pierwszej serii), który uzyskał rezultat o cztery metry dalszy. Kolejny ze skoczków, Dmitrij Wasiljew pokonał Kranjca o metr i został nowym liderem konkursu, a jego skok pozwolił mu awansować na 10. miejsce końcowej klasyfikacji.
Zmiana na prowadzeniu miała miejsce po skoku Romana Koudelki, który oddał skok na 97 metrów, jednak miał przewagę punktową po pierwszej serii i dzięki temu wyprzedził Wasiljewa. Pierwszą dziesiątkę otwarł Andreas Küttel, który oddał najdłuższy do tego momentu drugiej serii skok i dzięki temu zajmował pierwsze miejsce. Dziewiąty po pierwszej rundzie Kamil Stoch uzyskał odległość 100,5 metra i objął prowadzenie. Skok Polaka był najdłuższym ze wszystkich ustanych w drugiej serii konkursowej.
Kolejni zawodnicy – Martin Schmitt i Ville Larinto oddali krótsze skoki, w związku z czym Stoch pozostawał na pierwszym miejscu. Wyprzedził go natomiast kolejny ze skoczków, Simon Ammann. Dwukrotny mistrz olimpijski z Salt Lake City uzyskał 99,5 metra i dzięki przewadze punktowej zdołał pokonać reprezentanta Polski. Najdłuższy skok drugiej serii oddał następny zawodnik – Thomas Morgenstern. Austriak uzyskał 101,5 metra, jednak nie ustał swojej próby i za sprawą obniżonych not sędziowskich wypadł z pierwszej piątki konkursu. Gregor Schlierenzauer uzyskał rezultat o pół metra gorszy od prowadzącego Ammanna, ale dzięki przewadze z pierwszej serii wyprzedził Szwajcara o pół punktu.
Zajmujący po pierwszej serii skoków trzecią pozycję Anders Jacobsen oddał jeden z najkrótszych skoków drugiej serii i spadł o kilkanaście pozycji. Taką samą odległość co zajmujący pierwsze miejsce Schlierenzauer uzyskał Wolfgang Loitzl i wyprzedził swojego rodaka o 7 punktów. Zwycięzca pierwszej serii konkursu o mistrzostwo świata na skoczni normalnej – Harri Olli lądował na 87 metrze i stracił szanse na medal.
Tym samym mistrzem świata został Wolfgang Loitzl, srebrny medal zdobył Gregor Schlierenzauer, a brązowy Simon Ammann. Tuż za podium, na czwartym miejscu znalazł się Kamil Stoch.
Trzecią konkurencją były skoki mężczyzn na obiekcie dużym, które rozegrano 27 lutego. Jako pierwszy na belce startowej zasiadł Radik Żaparow i uzyskał 111 metrów. Z numerem drugim wystartował Alexandre Mabboux, który skoczył metr dalej i wyprzedził Kazacha. Jednym z kolejnych zawodników był reprezentant Ukrainy, Witalij Szumbareć, który po skoku na 116,5 metra zajmował pierwszą pozycję. Tuż za nim swój skok oddał inny Ukrainiec – Wołodymyr Boszczuk i dzięki odległości 119,5 metra objął prowadzenie.
Pierwszy skok na odległość punktu konstrukcyjnego oddał dziewiąty zawodnik konkursu – Nikołaj Karpienko, który dzięki temu został liderem. Na pierwszym miejscu utrzymywał się aż do skoku Sebastiana Colloredo, który co prawda skoczył pół metra krócej od reprezentanta Kazachstanu, ale dzięki wyższym notom sędziowskim wyprzedził go o 0,1 punktu.
W momencie, gdy do skoku przygotowywał się Rafał Śliż, nastąpiło pogorszenie warunków atmosferycznych wokół skoczni w Libercu. Systematycznie, aż do końca konkursu warunki pogarszały się.
Identyczny skok co prowadzący Sebastian Colloredo oddał Kamil Stoch, jednak uzyskał o punkt wyższe noty za styl i objął prowadzenie w konkursie. Pierwszym skoczkiem, który przekroczył granicę 120 metrów był Robert Kranjec, który lądował 5,5 metra za punktem K. Bezpośrednio po Słoweńcu skok na 127 metr oddał Stephan Hocke i wyprzedził Kranjca. Taki sam skok z identyczną notą za styl uzyskał Adam Małysz i wspólnie z Niemcem prowadził w zawodach. Zmiana na pierwszym miejscu nastąpiła po skoku Romana Koudelki, który uzyskał 128 metrów oraz noty sędziowskie po 19 punktów i plasował się na pierwszym miejscu.
Anders Bardal jako pierwszy przekroczył 130 metrów, lądując metr za tą granicą. Kolejnym zawodnikiem był Andreas Küttel, który dzięki skokowi na 133,5 metra i wysokim notom sędziowskim został nowym liderem konkursu.
Kolejni zawodnicy skakali krócej od Küttela, jednak niemal wszyscy osiągnęli rezultat powyżej 125 metra. Pół metra bliżej od Szwajcara skoczył Martin Schmitt i tracił 0,4 punktu do prowadzącego zawodnika. Pół metra bliżej od Schmitta skoczył natomiast Anders Jacobsen i tracił do niego 1,4 punktu.
Tuż za prowadzącą czwórką znalazł się ówczesny lider Pucharu Świata, Gregor Schlierenzauer, który oddał skok na 132 metry.
Z powodu silnego wiatru, druga seria była co kilka minut przerywana. Podjęto dwie próby przeprowadzenia serii finałowej. Pierwsza z nich została zakończona po skokach 23 zawodników. Wśród nich najdłuższą odległość uzyskał Michael Neumayer (123,5 metra), a na prowadzeniu znajdował się Thomas Morgenstern. Drugą próbę zakończono po skokach 16 zawodników. Najdłuższy skok w tej grupie zawodników oddał Emmanuel Chedal, który uzyskał 121,5 metra i jako jedyny przekroczył granicę punktu konstrukcyjnego.
Ostatecznie jury konkursu zdecydowało się odwołać serię finałową i przyjąć wyniki pierwszej rundy za wyniki końcowe. Tym samym pierwszy raz w historii zdarzyło się, że konkurs skoków narciarskich na obiekcie dużym w ramach mistrzostw świata w narciarstwie klasycznym zakończył się na pierwszej serii. W związku z anulowaniem drugiej serii, mistrzem świata został Andreas Küttel, wicemistrzem – Martin Schmitt, a brązowy medal wywalczył Anders Jacobsen.
Ostatnią konkurencją skoków narciarskich podczas Mistrzostw Świata w Narciarstwie Klasycznym 2009 były zawody drużynowe mężczyzn na skoczni dużej, które odbyły się 28 lutego. W konkursie wystartowało 12 drużyn. Po pierwszej kolejce skoków, podobnie jak po wszystkich kolejnych na prowadzeniu była reprezentacja Austrii. Najdalej w pierwszej kolejce skoczył Wolfgang Loitzl, który lądował na 131. metrze. Tuż za Austrią znajdowały się ekipy Finlandii i Norwegii. Najdalej w drugiej kolejce, 127 metrów skoczył reprezentant Japonii, Takanobu Okabe, dzięki czemu ekipa japońska zajmowała drugie miejsce. W trzeciej turze najdłuższy skok oddał Stefan Hula, który uzyskał taki sam rezultat jak wcześniej wspomniany Okabe. Pozostali zawodnicy uzyskali rezultaty słabsze o kilka metrów od Huli, w wyniku czego reprezentacja Polski awansowała na drugie miejsce. W ostatniej grupie pierwszej serii najdalej skoczył Gregor Schlierenzauer (127,5 metra) i Austria umocniła się na pozycji lidera. Metr krótszy skok oddał Anders Jacobsen, jednak mimo to był to rezultat wystarczający, aby awansować na drugie miejsce. Na trzecie miejsce po skoku Adama Małysza na 121 metrów spadła reprezentacja Polski. Dziesiąte miejsce w konkursie drużynowym zajęła reprezentacja Niemiec, która była zaliczana do faworytów konkursu. Z uwagi na to, że w serii finałowej startuje tylko osiem drużyn, Niemcy zakończyli start w konkursie po czterech skokach.
Najdłuższym skokiem piątej kolejki okazało się 136 metrów Wolfganga Loitzla, który na dodatek dostał 59 punktów za styl i powiększył przewagę punktową drużyny Austrii nad pozostałymi ekipami. Trzy metry bliżej od Loitzla lądował Anders Bardal, dzięki czemu Norwegia pozostała wiceliderem konkursu. W szóstej kolejce najdalej skoczył Takanobu Okabe, który uzyskał 135 metrów przy wysokich notach za styl. Metr krócej skoczył reprezentant Austrii, Martin Koch. W przedostatniej kolejce dwóch zawodników uzyskało 129 metrów, co było najdłuższym spośród skoków tej grupy. Tymi zawodnikami byli Jakub Janda i Johan Remen Evensen. Po siódmej kolejce za prowadzącą Austrią, na drugim miejscu pozostawała Norwegia, a na trzecim – Japonia.
W ostatniej, ósmej kolejce najdalej skoczył reprezentant Polski, Adam Małysz, który uzyskał 123,5 metra. Dzięki temu reprezentacja Polski awansowała na czwarte miejsce w końcowej klasyfikacji zawodów. Pół metra krócej od Małysza skoczyli Robert Kranjec i Gregor Schlierenzauer. Drużynowymi mistrzami świata zostali Austriacy, wicemistrzami – Norwegowie, a brązowy medal przypadł reprezentantom Japonii.

## Medaliści

### Mężczyźni

#### Konkurs indywidualny na skoczni HS100 (21.02.2009)
| Medal | Imię i nazwisko       | Skok 1            | Skok 2           | Noty za styl A • B • C • D • E                                    | Nota łączna | Strata  |
| ----- | --------------------- | ----------------- | ---------------- | ----------------------------------------------------------------- | ----------- | ------- |
|       | Wolfgang Loitzl       | 103,5 m 145,5 pkt | 99,0 m 136,5 pkt | 19,5 • 19,0 • 19,5 • 19,5 • 19,5 19,5 • 19,5 • 19,5 • 19,5 • 19,5 | 282,0 pkt   | –       |
|       | Gregor Schlierenzauer | 102,0 m 140,5 pkt | 99,0 m 134,5 pkt | 19,0 • 18,0 • 18,5 • 19,0 • 19,0 18,5 • 19,0 • 18,5 • 19,0 • 19,0 | 275,0 pkt   | 7,0 pkt |
|       | Simon Ammann          | 102,0 m 139,5 pkt | 99,5 m 135,0 pkt | 18,5 • 18,5 • 18,5 • 18,5 • 19,0 18,5 • 18,5 • 19,0 • 19,0 • 18,5 | 274,5 pkt   | 7,5 pkt |

#### Konkurs indywidualny na skoczni HS134 (27.02.2009)
| Medal | Imię i nazwisko | Skok 1            | Skok 2 | Noty za styl A • B • C • D • E   | Nota łączna | Strata  |
| ----- | --------------- | ----------------- | ------ | -------------------------------- | ----------- | ------- |
|       | Andreas Küttel  | 133,5 m 141,3 pkt | –      | 19,5 • 19,0 • 19,0 • 19,0 • 18,5 | 141,3 pkt   | –       |
|       | Martin Schmitt  | 133,0 m 140,9 pkt | –      | 19,5 • 19,5 • 19,0 • 19,0 • 19,0 | 140,9 pkt   | 0,4 pkt |
|       | Anders Jacobsen | 132,5 m 139,5 pkt | –      | 19,0 • 19,0 • 19,0 • 19,0 • 19,0 | 139,5 pkt   | 1,8 pkt |

#### Konkurs drużynowy na skoczni HS134 (28.02.2009)
| Medal                 | Kraj     | Imię i nazwisko   | Skok 1            | Skok 2                                                            | Noty za styl A • B • C • D • E                                    | Nota łączna zawodnika | Nota łączna drużyny | Strata   |
| --------------------- | -------- | ----------------- | ----------------- | ----------------------------------------------------------------- | ----------------------------------------------------------------- | --------------------- | ------------------- | -------- |
|                       | Austria  | Wolfgang Loitzl   | 131,0 m 137,3 pkt | 136,0 m 147,8 pkt                                                 | 19,0 • 19,0 • 19,0 • 19,5 • 20,0 19,5 • 20,0 • 19,5 • 19,5 • 20,0 | 285,1 pkt             | 1034,3 pkt          | –        |
| Martin Koch           | Austria  | 121,0 m 115,3 pkt | 134,0 m 142,2 pkt | 17,5 • 17,5 • 18,5 • 18,0 • 18,0 19,0 • 19,0 • 19,0 • 19,0 • 18,0 | 257,5 pkt                                                         |                       | 1034,3 pkt          | –        |
| Thomas Morgenstern    | Austria  | 123,0 m 120,4 pkt | 123,0 m 120,9 pkt | 18,0 • 18,0 • 18,5 • 18,5 • 18,5 18,5 • 19,0 • 18,5 • 18,5 • 18,5 | 241,3 pkt                                                         |                       | 1034,3 pkt          | –        |
| Gregor Schlierenzauer | Austria  | 127,5 m 130,0 pkt | 123,0 m 120,4 pkt | 19,0 • 18,5 • 19,0 • 19,0 • 18,5 18,5 • 18,5 • 19,5 • 18,0 • 18,0 | 250,4 pkt                                                         |                       | 1034,3 pkt          | –        |
|                       | Norwegia | Anders Bardal     | 128,0 m 129,4 pkt | 133,0 m 139,9 pkt                                                 | 18,0 • 18,0 • 18,5 • 18,5 • 18,5 18,5 • 18,5 • 19,0 • 19,0 • 19,0 | 262,4 pkt             | 1000,8 pkt          | 33,5 pkt |
| Tom Hilde             | Norwegia | 122,0 m 118,1 pkt | 129,0 m 133,2 pkt | 18,0 • 18,0 • 18,0 • 18,5 • 18,5 19,0 • 19,0 • 19,0 • 19,0 • 18,5 | 251,3 pkt                                                         |                       | 1000,8 pkt          | 33,5 pkt |
| Johan Remen Evensen   | Norwegia | 118,5 m 110,8 pkt | 129,0 m 133,2 pkt | 17,5 • 17,5 • 18,5 • 18,0 • 18,0 18,5 • 19,0 • 19,0 • 18,5 • 18,5 | 244,0 pkt                                                         |                       | 1000,8 pkt          | 33,5 pkt |
| Anders Jacobsen       | Norwegia | 126,5 m 128,2 pkt | 117,5 m 109,0 pkt | 19,0 • 18,0 • 19,0 • 18,5 • 19,0 17,5 • 18,0 • 18,0 • 17,5 • 18,0 | 237,2 pkt                                                         |                       | 1000,8 pkt          | 33,5 pkt |
|                       | Japonia  | Shōhei Tochimoto  | 123,5 m 121,8 pkt | 127,0 m 128,1 pkt                                                 | 18,5 • 18,0 • 18,5 • 18,5 • 18,5 18,5 • 18,5 • 18,5 • 18,5 • 18,5 | 249,9 pkt             | 981,2 pkt           | 53,1 pkt |
| Takanobu Okabe        | Japonia  | 127,0 m 128,1 pkt | 135,0 m 144,5 pkt | 19,0 • 18,0 • 19,0 • 18,5 • 18,0 19,0 • 19,5 • 19,5 • 19,0 • 18,5 | 272,6 pkt                                                         |                       | 981,2 pkt           | 53,1 pkt |
| Daiki Itō             | Japonia  | 118,5 m 109,8 pkt | 123,5 m 121,3 pkt | 17,5 • 18,0 • 17,5 • 17,5 • 17,5 18,5 • 18,5 • 18,0 • 18,5 • 18,0 | 231,1 pkt                                                         |                       | 981,2 pkt           | 53,1 pkt |
| Noriaki Kasai         | Japonia  | 122,0 m 116,1 pkt | 120,0 m 111,5 pkt | 17,5 • 17,5 • 18,0 • 17,5 • 17,5 17,0 • 17,0 • 18,0 • 17,5 • 17,0 | 227,6 pkt                                                         |                       | 981,2 pkt           | 53,1 pkt |

### Kobiety

#### Konkurs indywidualny na skoczni HS100 (20.02.2009)
| Medal | Imię i nazwisko | Skok 1           | Skok 2           | Noty za styl A • B • C • D • E                                    | Nota łączna | Strata  |
| ----- | --------------- | ---------------- | ---------------- | ----------------------------------------------------------------- | ----------- | ------- |
|       | Lindsey Van     | 89,0 m 112,0 pkt | 97,5 m 131,0 pkt | 18,0 • 18,0 • 17,5 • 18,0 • 18,5 19,0 • 18,5 • 18,5 • 18,5 • 19,0 | 243,0 pkt   | –       |
|       | Ulrike Gräßler  | 93,5 m 120,0 pkt | 93,0 m 119,0 pkt | 17,5 • 17,5 • 18,0 • 18,5 • 17,5 17,5 • 18,0 • 17,0 • 18,0 • 17,5 | 239,0 pkt   | 4,0 pkt |
|       | Anette Sagen    | 93,5 m 118,5 pkt | 94,0 m 120,0 pkt | 17,5 • 17,0 • 17,5 • 17,0 • 17,0 17,5 • 16,5 • 18,0 • 17,5 • 17,0 | 238,5 pkt   | 4,5 pkt |

### Klasyfikacja medalowa
| Klasyfikacja medalowa |                   |       |        |      |       |
| Lp.                   | Państwo           | złoto | srebro | brąz | razem |
| 1.                    | Austria           | 2     | 1      | –    | 3     |
| 2.                    | Szwajcaria        | 1     | –      | 1    | 2     |
| 3.                    | Stany Zjednoczone | 1     | –      | –    | 1     |
| 4.                    | Niemcy            | –     | 2      | –    | 2     |
| 5.                    | Norwegia          | –     | 1      | 2    | 3     |
| 6.                    | Japonia           | –     | –      | 1    | 1     |

## Wyniki

### Mężczyźni

#### Kwalifikacje do konkursu indywidualnego na skoczni HS100 (21.02.2009)
| Miejsce | Skoczek                  | Kraj              | Skok | Wynik punktowy | Kwalifikacja |
| ------- | ------------------------ | ----------------- | ---- | -------------- | ------------ |
| 1.      | Takanobu Okabe           | Japonia           | 99,5 | 134,5          | Q            |
| 2.      | Robert Kranjec           | Słowenia          | 99,0 | 133,0          | Q            |
| 3.      | Ondřej Vaculík           | Czechy            | 98,0 | 131,5          | Q            |
| 3.      | Stephan Hocke            | Niemcy            | 99,0 | 131,5          | Q            |
| 5.      | Johan Erikson            | Szwecja           | 96,0 | 125,0          | Q            |
| 5.      | Lukáš Hlava              | Czechy            | 95,5 | 125,0          | Q            |
| 5.      | Kamil Stoch              | Polska            | 95,5 | 125,0          | Q            |
| 8.      | Daiki Itō                | Japonia           | 95,0 | 124,0          | Q            |
| 8.      | Anders Bardal            | Norwegia          | 95,0 | 124,0          | Q            |
| 10.     | Robert Hrgota            | Słowenia          | 94,5 | 123,0          | Q            |
| 11.     | Sebastian Colloredo      | Włochy            | 94,5 | 122,5          | Q            |
| 12.     | Ilja Roslakow            | Rosja             | 94,5 | 121,5          | Q            |
| 13.     | Adam Małysz              | Polska            | 93,5 | 119,5          | Q            |
| 14.     | Stefan Hula              | Polska            | 92,5 | 118,5          | Q            |
| 14.     | Dienis Korniłow          | Rosja             | 93,0 | 118,5          | Q            |
| 16.     | Vincent Descombes Sevoie | Francja           | 91,5 | 117,0          | Q            |
| 16.     | Aleksiej Korolow         | Kazachstan        | 92,0 | 117,0          | Q            |
| 18.     | Maciej Kot               | Polska            | 92,0 | 116,0          | Q            |
| 19.     | Jernej Damjan            | Słowenia          | 91,5 | 115,5          | Q            |
| 19.     | Johan Remen Evensen      | Norwegia          | 91,5 | 115,5          | Q            |
| 19.     | Michael Neumayer         | Niemcy            | 91,5 | 115,5          | Q            |
| 19.     | Andreas Küttel           | Szwajcaria        | 91,0 | 115,5          | Q            |
| 23.     | Mitja Mežnar             | Słowenia          | 91,0 | 114,5          | Q            |
| 23.     | Noriaki Kasai            | Japonia           | 91,0 | 114,5          | Q            |
| 25.     | Tom Hilde                | Norwegia          | 91,0 | 114,0          | Q            |
| 26.     | Łukasz Rutkowski         | Polska            | 90,5 | 113,5          | Q            |
| 26.     | Jakub Janda              | Czechy            | 90,5 | 113,5          | Q            |
| 26.     | Kalle Keituri            | Finlandia         | 90,5 | 113,5          | Q            |
| 26.     | Władimir Zografski       | Bułgaria          | 90,5 | 113,5          | Q            |
| 30.     | Nikołaj Karpienko        | Kazachstan        | 90,5 | 113,0          | Q            |
| 31.     | Fumihisa Yumoto          | Japonia           | 90,0 | 112,5          | Q            |
| 32.     | Ołeksandr Łazarowicz     | Ukraina           | 90,0 | 111,0          | Q            |
| 33.     | Tomáš Zmoray             | Słowacja          | 89,0 | 109,0          | Q            |
| 34.     | Stefan Read              | Kanada            | 89,5 | 108,5          | Q            |
| 35.     | Anders Johnson           | Stany Zjednoczone | 88,5 | 108,0          | Q            |
| 35.     | Martin Koch              | Austria           | 88,0 | 108,0          | Q            |
| 37.     | Roman Koudelka           | Czechy            | 87,0 | 106,5          | Q            |
| 38.     | Andreas Arén             | Szwecja           | 87,5 | 106,0          | Q            |
| 39.     | Michael Uhrmann          | Niemcy            | 86,5 | 104,5          | Q            |
| 40.     | Wołodymyr Boszczuk       | Ukraina           | 86,0 | 103,0          | Q            |
| 41.     | Dmitrij Ipatow           | Rosja             | 85,5 | 102,0          | nq           |
| 42.     | Nicholas Fairall         | Stany Zjednoczone | 84,5 | 100,0          | nq           |
| 43.     | Emmanuel Chedal          | Francja           | 83,5 | 98,0           | nq           |
| 44.     | David Lazzaroni          | Francja           | 83,5 | 97,5           | nq           |
| 45.     | Andrea Morassi           | Włochy            | 81,5 | 92,5           | nq           |
| 46.     | Illimar Pärn             | Estonia           | 82,0 | 91,5           | nq           |
| 47.     | Iwan Karaułow            | Kazachstan        | 78,5 | 86,0           | nq           |
| 48.     | Alexandre Mabboux        | Francja           | 78,5 | 85,0           | nq           |
| 49.     | Witalij Szumbareć        | Ukraina           | 77,0 | 81,5           | nq           |
| 50.     | Mackenzie Boyd-Clowes    | Kanada            | 74,5 | 76,5           | nq           |
| 51.     | Anatolij Karpienko       | Kazachstan        | 71,5 | 70,0           | nq           |
| 52.     | Iwan Sobolew             | Białoruś          | 62,5 | 46,5           | nq           |
| –       | Szilveszter Kozma        | Rumunia           | DNS  | –              | nq           |
| –       | Remus Tudor              | Rumunia           | DNS  | –              | nq           |
| –       | Matti Hautamäki          | Finlandia         | 90,0 | –              | pq           |
| –       | Ville Larinto            | Finlandia         | 91,5 | –              | pq           |
| –       | Dmitrij Wasiljew         | Rosja             | 87,0 | –              | pq           |
| –       | Anders Jacobsen          | Norwegia          | 84,5 | –              | pq           |
| –       | Harri Olli               | Finlandia         | 82,5 | –              | pq           |
| –       | Martin Schmitt           | Niemcy            | 90,0 | –              | pq           |
| –       | Thomas Morgenstern       | Austria           | 95,0 | –              | pq           |
| –       | Wolfgang Loitzl          | Austria           | 94,0 | –              | pq           |
| –       | Simon Ammann             | Szwajcaria        | DNS  | –              | pq           |
| –       | Gregor Schlierenzauer    | Austria           | 94,5 | –              | pq           |

Legenda:
pq – zawodnik ma zapewnioną kwalifikację dzięki pozycji w pierwszej „10” klasyfikacji Pucharu Świata
Q – zawodnik zakwalifikował się do konkursu głównego
nq – zawodnik odpadł w kwalifikacjach
DNS – zawodnik nie wystartował

#### Konkurs indywidualny na skoczni HS100 (21.02.2009)
| Miejsce | Zawodnik                 | Państwo           | Skok 1 | Skok 2 | Punkty |
| ------- | ------------------------ | ----------------- | ------ | ------ | ------ |
| 1.      | Wolfgang Loitzl          | Austria           | 103,5  | 99,0   | 282,0  |
| 2.      | Gregor Schlierenzauer    | Austria           | 102,0  | 99,0   | 275,0  |
| 3.      | Simon Ammann             | Szwajcaria        | 102,0  | 99,5   | 274,5  |
| 4.      | Kamil Stoch              | Polska            | 99,5   | 100,5  | 270,0  |
| 5.      | Martin Schmitt           | Niemcy            | 100,5  | 98,0   | 269,0  |
| 6.      | Andreas Küttel           | Szwajcaria        | 98,5   | 99,0   | 268,0  |
| 7.      | Ville Larinto            | Finlandia         | 101,0  | 95,0   | 264,5  |
| 8.      | Thomas Morgenstern       | Austria           | 101,5  | 101,5  | 260,5  |
| 9.      | Roman Koudelka           | Czechy            | 96,5   | 97,0   | 258,5  |
| 10.     | Dmitrij Wasiljew         | Rosja             | 94,5   | 98,5   | 256,0  |
| 11.     | Robert Kranjec           | Słowenia          | 95,5   | 97,5   | 254,0  |
| 12.     | Anders Bardal            | Norwegia          | 97,5   | 94,5   | 252,5  |
| 13.     | Harri Olli               | Finlandia         | 104,5  | 87,0   | 251,5  |
| 14.     | Takanobu Okabe           | Japonia           | 98,0   | 92,0   | 251,0  |
| 15.     | Michael Uhrmann          | Niemcy            | 96,5   | 94,0   | 250,5  |
| 16.     | Tom Hilde                | Norwegia          | 94,5   | 95,0   | 249,0  |
| 17.     | Michael Neumayer         | Niemcy            | 96,5   | 92,5   | 247,5  |
| 17.     | Anders Jacobsen          | Norwegia          | 102,0  | 86,5   | 247,5  |
| 19.     | Stephan Hocke            | Niemcy            | 94,5   | 93,5   | 243,5  |
| 20.     | Lukáš Hlava              | Czechy            | 96,5   | 89,5   | 241,5  |
| 20.     | Dienis Korniłow          | Rosja             | 93,5   | 93,5   | 241,5  |
| 22.     | Adam Małysz              | Polska            | 96,0   | 89,5   | 237,5  |
| 22.     | Robert Hrgota            | Słowenia          | 93,5   | 92,0   | 237,5  |
| 22.     | Martin Koch              | Austria           | 93,5   | 92,0   | 237,5  |
| 22.     | Daiki Itō                | Japonia           | 95,5   | 90,5   | 237,5  |
| 26.     | Stefan Hula              | Polska            | 94,5   | 89,5   | 234,5  |
| 27.     | Johan Remen Evensen      | Norwegia          | 94,5   | 88,5   | 233,0  |
| 28.     | Ilja Roslakow            | Rosja             | 94,5   | 88,0   | 231,5  |
| 29.     | Kalle Keituri            | Finlandia         | 93,5   | 87,0   | 228,5  |
| 30.     | Noriaki Kasai            | Japonia           | 96,0   | 83,0   | 218,5  |
| 31.     | Mitja Mežnar             | Słowenia          | 93,0   | –      | 120,0  |
| 31.     | Ondřej Vaculík           | Czechy            | 93,0   | –      | 120,0  |
| 33.     | Jakub Janda              | Czechy            | 93,0   | –      | 119,0  |
| 33.     | Vincent Descombes Sevoie | Francja           | 92,5   | –      | 119,0  |
| 35.     | Sebastian Colloredo      | Włochy            | 92,5   | –      | 118,5  |
| 36.     | Matti Hautamäki          | Finlandia         | 91,5   | –      | 117,0  |
| 36.     | Łukasz Rutkowski         | Polska            | 91,5   | –      | 117,0  |
| 38.     | Ołeksandr Łazarowicz     | Ukraina           | 91,5   | –      | 115,5  |
| 39.     | Fumihisa Yumoto          | Japonia           | 91,0   | –      | 114,5  |
| 39.     | Johan Erikson            | Szwecja           | 91,0   | –      | 114,5  |
| 41.     | Jernej Damjan            | Słowenia          | 90,5   | –      | 113,5  |
| 42.     | Stefan Read              | Kanada            | 89,5   | –      | 110,5  |
| 43.     | Władimir Zografski       | Bułgaria          | 87,0   | –      | 105,0  |
| 44.     | Wołodymyr Boszczuk       | Ukraina           | 86,5   | –      | 104,5  |
| 45.     | Maciej Kot               | Polska            | 86,0   | –      | 103,5  |
| 46.     | Aleksiej Korolow         | Kazachstan        | 86,0   | –      | 103,0  |
| 47.     | Nikołaj Karpienko        | Kazachstan        | 84,0   | –      | 99,0   |
| 48.     | Anders Johnson           | Stany Zjednoczone | 84,0   | –      | 98,5   |
| 49.     | Andreas Arén             | Szwecja           | 83,5   | –      | 97,0   |
| 50.     | Tomáš Zmoray             | Słowacja          | 82,0   | –      | 90,5   |

#### Kwalifikacje do konkursu indywidualnego na skoczni HS134 (27.02.2009)
| Miejsce | Skoczek                  | Kraj              | Skok  | Wynik punktowy | Kwalifikacja |
| ------- | ------------------------ | ----------------- | ----- | -------------- | ------------ |
| 1.      | Noriaki Kasai            | Japonia           | 128,5 | 128,3          | Q            |
| 2.      | Kamil Stoch              | Polska            | 123,5 | 121,8          | Q            |
| 3.      | Lukáš Hlava              | Czechy            | 124,0 | 120,7          | Q            |
| 4.      | Adam Małysz              | Polska            | 123,0 | 120,4          | Q            |
| 5.      | Shōhei Tochimoto         | Japonia           | 123,5 | 120,3          | Q            |
| 6.      | Rafał Śliż               | Polska            | 123,5 | 119,8          | Q            |
| 7.      | Takanobu Okabe           | Japonia           | 122,0 | 116,6          | Q            |
| 8.      | Robert Kranjec           | Słowenia          | 122,5 | 116,5          | Q            |
| 9.      | Jakub Janda              | Czechy            | 121,0 | 115,8          | Q            |
| 10.     | Michael Uhrmann          | Niemcy            | 121,0 | 115,3          | Q            |
| 11.     | Jernej Damjan            | Słowenia          | 121,0 | 114,3          | Q            |
| 12.     | Wołodymyr Boszczuk       | Ukraina           | 120,0 | 112,5          | Q            |
| 13.     | Dienis Korniłow          | Rosja             | 119,0 | 110,2          | Q            |
| 13.     | Johan Remen Evensen      | Norwegia          | 119,0 | 110,2          | Q            |
| 13.     | Martin Koch              | Austria           | 119,0 | 110,2          | Q            |
| 16.     | Andreas Küttel           | Szwajcaria        | 118,0 | 108,9          | Q            |
| 17.     | Mitja Mežnar             | Słowenia          | 117,5 | 107,5          | Q            |
| 18.     | Pawieł Karielin          | Rosja             | 117,0 | 106,1          | Q            |
| 19.     | Sebastian Colloredo      | Włochy            | 116,5 | 105,7          | Q            |
| 19.     | Roman Koudelka           | Czechy            | 116,5 | 105,7          | Q            |
| 21.     | Anders Bardal            | Norwegia          | 116,0 | 105,3          | Q            |
| 22.     | Anders Johnson           | Stany Zjednoczone | 116,0 | 104,8          | Q            |
| 23.     | Daiki Itō                | Japonia           | 115,0 | 103,0          | Q            |
| 23.     | Emmanuel Chedal          | Francja           | 115,0 | 103,0          | Q            |
| 25.     | David Lazzaroni          | Francja           | 115,5 | 102,9          | Q            |
| 26.     | Vincent Descombes Sevoie | Francja           | 115,0 | 102,5          | Q            |
| 27.     | Witalij Szumbareć        | Ukraina           | 115,5 | 102,4          | Q            |
| 28.     | Ilja Roslakow            | Rosja             | 114,5 | 101,6          | Q            |
| 29.     | Mackenzie Boyd-Clowes    | Kanada            | 114,5 | 100,1          | Q            |
| 30.     | Kalle Keituri            | Finlandia         | 112,5 | 97,0           | Q            |
| 31.     | Stephan Hocke            | Niemcy            | 113,0 | 96,9           | Q            |
| 32.     | Łukasz Rutkowski         | Polska            | 112,5 | 96,5           | Q            |
| 33.     | Johan Erikson            | Szwecja           | 112,5 | 95,5           | Q            |
| 34.     | Alexandre Mabboux        | Francja           | 112,0 | 95,1           | Q            |
| 35.     | Ołeksandr Łazarowicz     | Ukraina           | 112,5 | 95,0           | Q            |
| 35.     | Michael Neumayer         | Niemcy            | 112,5 | 95,0           | Q            |
| 37.     | Ondřej Vaculík           | Czechy            | 111,5 | 94,2           | Q            |
| 38.     | Nikołaj Karpienko        | Kazachstan        | 111,0 | 93,3           | Q            |
| 39.     | Tom Hilde                | Norwegia          | 109,0 | 89,2           | Q            |
| 40.     | Radik Żaparow            | Kazachstan        | 108,0 | 87,9           | Q            |
| 41.     | Iwan Karaułow            | Kazachstan        | 108,0 | 87,4           | nq           |
| 42.     | Tomáš Zmoray             | Słowacja          | 107,0 | 84,6           | nq           |
| 43.     | Andreas Arén             | Szwecja           | 105,5 | 82,9           | nq           |
| 44.     | Andrea Morassi           | Włochy            | 106,0 | 82,8           | nq           |
| 45.     | Nicholas Fairall         | Stany Zjednoczone | 102,0 | 74,6           | nq           |
| 46.     | Illimar Pärn             | Estonia           | 101,0 | 73,3           | nq           |
| 46.     | Robert Hrgota            | Słowenia          | 101,0 | 73,3           | nq           |
| 48.     | Aleksiej Korolow         | Kazachstan        | 100,5 | 70,4           | nq           |
| 49.     | Stefan Read              | Kanada            | 97,5  | 67,5           | nq           |
| 50.     | Roberto Dellasega        | Włochy            | 92,0  | 56,1           | nq           |
| –       | Remus Tudor              | Rumunia           | DNS   | –              | nq           |
| –       | Szilveszter Kozma        | Rumunia           | DNS   | –              | nq           |
| –       | Władimir Zografski       | Bułgaria          | DNS   | –              | nq           |
| –       | Iwan Sobolew             | Białoruś          | DNS   | –              | nq           |
| –       | Matti Hautamäki          | Finlandia         | 120,0 | –              | pq           |
| –       | Ville Larinto            | Finlandia         | 113,5 | –              | pq           |
| –       | Dmitrij Wasiljew         | Rosja             | 121,5 | –              | pq           |
| –       | Anders Jacobsen          | Norwegia          | 118,5 | –              | pq           |
| –       | Harri Olli               | Finlandia         | 89,5  | –              | pq           |
| –       | Martin Schmitt           | Niemcy            | 121,5 | –              | pq           |
| –       | Thomas Morgenstern       | Austria           | 126,0 | –              | pq           |
| –       | Wolfgang Loitzl          | Austria           | 131,0 | –              | pq           |
| –       | Simon Ammann             | Szwajcaria        | DNS   | –              | pq           |
| –       | Gregor Schlierenzauer    | Austria           | 125,5 | –              | pq           |
| –       | Alessio De Crignis       | Włochy            | 91,0  | DSQ            | nq           |

Legenda:
pq – zawodnik ma zapewnioną kwalifikację dzięki pozycji w pierwszej „10” klasyfikacji Pucharu Świata
Q – zawodnik zakwalifikował się do konkursu głównego
nq – zawodnik odpadł w kwalifikacjach
DNS – zawodnik nie wystartował
DSQ – zawodnik został zdyskwalifikowany

#### Konkurs indywidualny na skoczni HS134 (27.02.2009)
| Miejsce | Zawodnik                 | Państwo           | Skok 1 | Skok 2 | Punkty |
| ------- | ------------------------ | ----------------- | ------ | ------ | ------ |
| 1.      | Andreas Küttel           | Szwajcaria        | 133,5  | –      | 141,3  |
| 2.      | Martin Schmitt           | Niemcy            | 133,0  | –      | 140,9  |
| 3.      | Anders Jacobsen          | Norwegia          | 132,5  | –      | 139,5  |
| 4.      | Gregor Schlierenzauer    | Austria           | 132,0  | –      | 138,6  |
| 5.      | Anders Bardal            | Norwegia          | 131,0  | –      | 135,8  |
| 6.      | Wolfgang Loitzl          | Austria           | 128,5  | –      | 132,3  |
| 7.      | Dmitrij Wasiljew         | Rosja             | 129,5  | –      | 132,1  |
| 8.      | Simon Ammann             | Szwajcaria        | 129,0  | –      | 131,7  |
| 9.      | Roman Koudelka           | Czechy            | 128,0  | –      | 131,4  |
| 10.     | Thomas Morgenstern       | Austria           | 128,0  | –      | 130,4  |
| 11.     | Matti Hautamäki          | Finlandia         | 127,0  | –      | 128,1  |
| 12.     | Ville Larinto            | Finlandia         | 127,0  | –      | 127,6  |
| 12.     | Adam Małysz              | Polska            | 127,0  | –      | 127,6  |
| 12.     | Stephan Hocke            | Niemcy            | 127,0  | –      | 127,6  |
| 15.     | Robert Kranjec           | Słowenia          | 125,5  | –      | 125,4  |
| 16.     | Martin Koch              | Austria           | 126,0  | –      | 124,8  |
| 17.     | Michael Uhrmann          | Niemcy            | 124,5  | –      | 122,1  |
| 18.     | Emmanuel Chedal          | Francja           | 123,5  | –      | 120,3  |
| 19.     | Jakub Janda              | Czechy            | 122,5  | –      | 120,0  |
| 20.     | Daiki Itō                | Japonia           | 123,5  | –      | 119,8  |
| 21.     | Harri Olli               | Finlandia         | 122,5  | –      | 119,0  |
| 22.     | Dienis Korniłow          | Rosja             | 122,5  | –      | 118,5  |
| 23.     | Tom Hilde                | Norwegia          | 120,5  | –      | 115,4  |
| 24.     | Kamil Stoch              | Polska            | 119,5  | –      | 113,6  |
| 25.     | Sebastian Colloredo      | Włochy            | 119,5  | –      | 112,6  |
| 26.     | Nikołaj Karpienko        | Kazachstan        | 120,0  | –      | 112,5  |
| 27.     | Lukáš Hlava              | Czechy            | 119,0  | –      | 111,7  |
| 28.     | Michael Neumayer         | Niemcy            | 119,5  | –      | 111,6  |
| 28.     | Wołodymyr Boszczuk       | Ukraina           | 119,5  | –      | 111,6  |
| 30.     | Johan Remen Evensen      | Norwegia          | 119,0  | –      | 111,2  |
| 31.     | Kalle Keituri            | Finlandia         | 117,5  | –      | 107,5  |
| 32.     | Noriaki Kasai            | Japonia           | 118,0  | –      | 107,4  |
| 32.     | Pawieł Karielin          | Rosja             | 118,0  | –      | 107,4  |
| 34.     | Shōhei Tochimoto         | Japonia           | 116,5  | –      | 106,2  |
| 35.     | Witalij Szumbareć        | Ukraina           | 116,5  | –      | 105,7  |
| 36.     | Johan Erikson            | Szwecja           | 117,0  | –      | 105,6  |
| 37.     | Jernej Damjan            | Słowenia          | 116,0  | –      | 105,3  |
| 38.     | Ondřej Vaculík           | Czechy            | 115,5  | –      | 102,9  |
| 39.     | Łukasz Rutkowski         | Polska            | 115,0  | –      | 102,5  |
| 40.     | Anders Johnson           | Stany Zjednoczone | 114,0  | –      | 100,2  |
| 41.     | Vincent Descombes Sevoie | Francja           | 113,0  | –      | 98,4   |
| 42.     | Alexandre Mabboux        | Francja           | 112,0  | –      | 95,6   |
| 43.     | Radik Żaparow            | Kazachstan        | 111,0  | –      | 92,3   |
| 44.     | Ilja Roslakow            | Rosja             | 109,5  | –      | 91,6   |
| 45.     | Takanobu Okabe           | Japonia           | 109,0  | –      | 89,2   |
| 46.     | Mackenzie Boyd-Clowes    | Kanada            | 107,5  | –      | 85,5   |
| 47.     | Mitja Mežnar             | Słowenia          | 107,0  | –      | 84,6   |
| 48.     | David Lazzaroni          | Francja           | 106,0  | –      | 82,8   |
| 49.     | Ołeksandr Łazarowicz     | Ukraina           | 102,0  | –      | 74,6   |
| 50.     | Rafał Śliż               | Polska            | 96,0   | –      | 59,8   |

##### Wyniki pierwszej anulowanej serii
| Miejsce | Zawodnik            | Państwo    | Skok  | Wynik punktowy |
| ------- | ------------------- | ---------- | ----- | -------------- |
| 1.      | Thomas Morgenstern  | Austria    | 121,0 | 247,7          |
| 2.      | Ville Larinto       | Finlandia  | 122,0 | 245,2          |
| 3.      | Robert Kranjec      | Słowenia   | 122,0 | 244,5          |
| 4.      | Martin Koch         | Austria    | 122,5 | 243,3          |
| 5.      | Adam Małysz         | Polska     | 118,5 | 239,9          |
| 6.      | Harri Olli          | Finlandia  | 123,0 | 238,4          |
| 7.      | Jakub Janda         | Czechy     | 121,5 | 238,2          |
| 8.      | Michael Uhrmann     | Niemcy     | 120,0 | 236,1          |
| 9.      | Roman Koudelka      | Czechy     | 114,0 | 233,1          |
| 10.     | Michael Neumayer    | Niemcy     | 123,5 | 232,4          |
| 11.     | Johan Remen Evensen | Norwegia   | 123,0 | 230,6          |
| 12.     | Emmanuel Chedal     | Francja    | 118,0 | 229,7          |
| 12.     | Daiki Itō           | Japonia    | 118,0 | 229,7          |
| 14.     | Tom Hilde           | Norwegia   | 119,0 | 227,6          |
| 15.     | Dienis Korniłow     | Rosja      | 118,0 | 227,4          |
| 16.     | Simon Ammann        | Szwajcaria | 110,0 | 226,7          |
| 17.     | Lukáš Hlava         | Czechy     | 120,5 | 226,6          |
| 18.     | Matti Hautamäki     | Finlandia  | 111,5 | 223,8          |
| 19.     | Sebastian Colloredo | Włochy     | 118,5 | 222,9          |
| 20.     | Stephan Hocke       | Niemcy     | 111,5 | 222,8          |
| 21.     | Wołodymyr Boszczuk  | Ukraina    | 118,0 | 221,0          |
| 22.     | Nikołaj Karpienko   | Kazachstan | 116,0 | 217,3          |
| 23.     | Kamil Stoch         | Polska     | 113,5 | 213,4          |

##### Wyniki drugiej anulowanej serii
| Miejsce | Zawodnik            | Państwo    | Skok  | Wynik punktowy |
| ------- | ------------------- | ---------- | ----- | -------------- |
| 1.      | Emmanuel Chedal     | Francja    | 121,5 | 237,5          |
| 2.      | Martin Koch         | Austria    | 119,0 | 235,5          |
| 3.      | Dienis Korniłow     | Rosja      | 117,0 | 227,1          |
| 4.      | Tom Hilde           | Norwegia   | 116,0 | 222,2          |
| 5.      | Michael Neumayer    | Niemcy     | 118,5 | 220,9          |
| 6.      | Daiki Itō           | Japonia    | 113,0 | 219,7          |
| 7.      | Sebastian Colloredo | Włochy     | 117,0 | 218,2          |
| 8.      | Jakub Janda         | Czechy     | 110,5 | 214,4          |
| 9.      | Lukáš Hlava         | Czechy     | 114,0 | 213,4          |
| 10.     | Kamil Stoch         | Polska     | 111,0 | 207,9          |
| 11.     | Nikołaj Karpienko   | Kazachstan | 109,5 | 204,1          |
| 12.     | Robert Kranjec      | Słowenia   | 105,0 | 203,4          |
| 13.     | Michael Uhrmann     | Niemcy     | 102,0 | 199,2          |
| 14.     | Wołodymyr Boszczuk  | Ukraina    | 107,0 | 198,7          |
| 15.     | Johan Remen Evensen | Norwegia   | 106,5 | 196,9          |
| 16.     | Harri Olli          | Finlandia  | 89,5  | 170,1          |

#### Konkurs drużynowy na skoczni HS134 (28.02.2009)
| Miejsce | Państwo    | Skład                    | Skok 1 | Skok 2 | Punkty |
| ------- | ---------- | ------------------------ | ------ | ------ | ------ |
| 1.      | Austria    | Wolfgang Loitzl          | 131,0  | 136,0  | 1034,3 |
| 1.      | Austria    | Thomas Morgenstern       | 123,0  | 123,0  | 1034,3 |
| 1.      | Austria    | Martin Koch              | 121,0  | 134,0  | 1034,3 |
| 1.      | Austria    | Gregor Schlierenzauer    | 127,5  | 123,0  | 1034,3 |
| 2.      | Norwegia   | Tom Hilde                | 122,0  | 129,0  | 1000,8 |
| 2.      | Norwegia   | Anders Jacobsen          | 126,5  | 117,5  | 1000,8 |
| 2.      | Norwegia   | Anders Bardal            | 128,0  | 133,0  | 1000,8 |
| 2.      | Norwegia   | Johan Remen Evensen      | 118,5  | 129,0  | 1000,8 |
| 3.      | Japonia    | Shōhei Tochimoto         | 123,5  | 127,0  | 981,2  |
| 3.      | Japonia    | Takanobu Okabe           | 127,0  | 135,0  | 981,2  |
| 3.      | Japonia    | Daiki Itō                | 118,5  | 123,5  | 981,2  |
| 3.      | Japonia    | Noriaki Kasai            | 122,0  | 120,0  | 981,2  |
| 4.      | Polska     | Kamil Stoch              | 123,0  | 126,0  | 972,1  |
| 4.      | Polska     | Łukasz Rutkowski         | 121,0  | 123,0  | 972,1  |
| 4.      | Polska     | Stefan Hula              | 127,0  | 125,0  | 972,1  |
| 4.      | Polska     | Adam Małysz              | 121,0  | 123,5  | 972,1  |
| 5.      | Czechy     | Lukáš Hlava              | 120,0  | 125,0  | 963,3  |
| 5.      | Czechy     | Ondřej Vaculík           | 118,5  | 123,5  | 963,3  |
| 5.      | Czechy     | Jakub Janda              | 125,5  | 129,0  | 963,3  |
| 5.      | Czechy     | Roman Koudelka           | 124,0  | 118,0  | 963,3  |
| 6.      | Finlandia  | Matti Hautamäki          | 128,5  | 131,5  | 947,5  |
| 6.      | Finlandia  | Kalle Keituri            | 119,5  | 124,5  | 947,5  |
| 6.      | Finlandia  | Ville Larinto            | 118,5  | 125,5  | 947,5  |
| 6.      | Finlandia  | Harri Olli               | 121,0  | 108,5  | 947,5  |
| 7.      | Słowenia   | Mitja Mežnar             | 117,0  | 115,0  | 914,6  |
| 7.      | Słowenia   | Jernej Damjan            | 122,0  | 130,5  | 914,6  |
| 7.      | Słowenia   | Robert Hrgota            | 116,5  | 117,5  | 914,6  |
| 7.      | Słowenia   | Robert Kranjec           | 123,0  | 123,0  | 914,6  |
| 8.      | Francja    | Vincent Descombes Sevoie | 120,5  | 120,5  | 874,5  |
| 8.      | Francja    | Alexandre Mabboux        | 113,0  | 112,0  | 874,5  |
| 8.      | Francja    | David Lazzaroni          | 116,0  | 115,5  | 874,5  |
| 8.      | Francja    | Emmanuel Chedal          | 122,5  | 122,5  | 874,5  |
| 9.      | Rosja      | Dienis Korniłow          | 123,0  | –      | 431,1  |
| 9.      | Rosja      | Pawieł Karielin          | 116,5  | –      | 431,1  |
| 9.      | Rosja      | Ilja Roslakow            | 112,5  | –      | 431,1  |
| 9.      | Rosja      | Dmitrij Wasiljew         | 117,5  | –      | 431,1  |
| 10.     | Niemcy     | Michael Neumayer         | 121,5  | –      | 427,4  |
| 10.     | Niemcy     | Stephan Hocke            | 113,0  | –      | 427,4  |
| 10.     | Niemcy     | Michael Uhrmann          | 121,0  | –      | 427,4  |
| 10.     | Niemcy     | Martin Schmitt           | 112,5  | –      | 427,4  |
| 11.     | Włochy     | Roberto Dellasega        | 113,0  | –      | 394,6  |
| 11.     | Włochy     | Andrea Morassi           | 115,0  | –      | 394,6  |
| 11.     | Włochy     | Alessio De Crignis       | 108,5  | –      | 394,6  |
| 11.     | Włochy     | Sebastian Colloredo      | 118,0  | –      | 394,6  |
| 12.     | Kazachstan | Iwan Karaułow            | 101,5  | –      | 385,9  |
| 12.     | Kazachstan | Aleksiej Korolow         | 115,0  | –      | 385,9  |
| 12.     | Kazachstan | Nikołaj Karpienko        | 118,5  | –      | 385,9  |
| 12.     | Kazachstan | Radik Żaparow            | 113,0  | –      | 385,9  |

### Kobiety

#### Konkurs indywidualny na skoczni HS100 (20.02.2009)
| Miejsce | Zawodniczka                | Państwo           | Skok 1 | Skok 2 | Punkty |
| ------- | -------------------------- | ----------------- | ------ | ------ | ------ |
| 1.      | Lindsey Van                | Stany Zjednoczone | 89,0   | 97,5   | 243,0  |
| 2.      | Ulrike Gräßler             | Niemcy            | 93,0   | 93,5   | 239,0  |
| 3.      | Anette Sagen               | Norwegia          | 93,5   | 94,0   | 238,5  |
| 4.      | Daniela Iraschko           | Austria           | 89,0   | 91,0   | 228,0  |
| 5.      | Coline Mattel              | Francja           | 90,0   | 87,5   | 220,5  |
| 6.      | Jessica Jerome             | Stany Zjednoczone | 80,5   | 91,0   | 207,0  |
| 7.      | Magdalena Schnurr          | Niemcy            | 89,0   | 81,5   | 205,0  |
| 8.      | Anna Häfele                | Niemcy            | 88,5   | 82,5   | 204,5  |
| 9.      | Line Jahr                  | Norwegia          | 90,0   | 87,5   | 201,0  |
| 10.     | Ayumi Watase               | Japonia           | 76,5   | 90,5   | 197,5  |
| 11.     | Nata De Leeuw              | Kanada            | 84,5   | 82,0   | 195,0  |
| 12.     | Jacqueline Seifriedsberger | Austria           | 76,0   | 83,0   | 178,5  |
| 13.     | Evelyn Insam               | Włochy            | 79,5   | 78,0   | 173,5  |
| 14.     | Bigna Windmüller           | Szwajcaria        | 74,5   | 78,0   | 163,0  |
| 15.     | Jenna Mohr                 | Niemcy            | 73,5   | 79,0   | 161,5  |
| 16.     | Helena Olsson Smeby        | Norwegia          | 65,0   | 87,0   | 160,0  |
| 17.     | Yūki Itō                   | Japonia           | 74,5   | 75,5   | 157,5  |
| 18.     | Lisa Demetz                | Włochy            | 71,0   | 68,5   | 135,0  |
| 19.     | Katie Willis               | Kanada            | 69,0   | 74,5   | 134,0  |
| 20.     | Alissa Johnson             | Stany Zjednoczone | 75,0   | 63,5   | 131,0  |
| 21.     | Ayuka Takeda               | Japonia           | 64,5   | 75,0   | 130,5  |
| 22.     | Maren Lundby               | Norwegia          | 73,5   | 59,5   | 119,5  |
| 23.     | Wendy Vuik                 | Holandia          | 69,5   | 65,5   | 117,5  |
| 24.     | Manja Pograjc              | Słowenia          | 75,0   | 59,5   | 115,5  |
| 25.     | Izumi Yamada               | Japonia           | 71,0   | 59,5   | 114,0  |
| 26.     | Julia Kykkänen             | Finlandia         | 59,5   | 72,0   | 113,0  |
| 27.     | Eva Logar                  | Słowenia          | 69,0   | 61,5   | 112,5  |
| 27.     | Michaela Doleželová        | Czechy            | 70,0   | 59,5   | 112,5  |
| 29.     | Sarah Hendrickson          | Stany Zjednoczone | 60,5   | 69,5   | 110,5  |
| 30.     | Špela Rogelj               | Słowenia          | 69,5   | 60,0   | 108,0  |
| 31.     | Lara Thomae                | Holandia          | 65,5   | 61,5   | 100,0  |
| 32.     | Elena Runggaldier          | Włochy            | 61,5   | –      | 44,0   |
| 33.     | Caroline Espiau            | Francja           | 59,0   | –      | 42,5   |
| 34.     | Barbara Klinec             | Słowenia          | 59,5   | –      | 40,5   |
| 35.     | Vladěna Pustková           | Czechy            | 54,0   | –      | 27,0   |
| 36.     | Barbara Stuffer            | Włochy            | 52,0   | –      | 22,5   |

## Składy reprezentacji
Poniżej znajduje się zestawienie wszystkich reprezentacji męskich i kobiecych, które wzięły udział w mistrzostwach świata. Mimo wcześniejszego zgłoszenia, w żadnym z konkursów nie wystartowali skoczkowie: Markus Eggenhofer, Petyr Fyrtunow, Martin Cikl, Juha-Matti Ruuskanen, Nicolas Mayer, Felix Schoft, Roar Ljøkelsøy i Primož Peterka oraz skoczkinie: Natálie Dejmková, Lucie Míková i Atsuko Tanaka. Dejmková i Míková nie wystartowały z powodu upadków podczas jednej z serii treningowych. Trener kobiecej reprezentacji Czech, Jaroslav Sakala uznał, że mogło to być wynikiem młodego wieku zawodniczek i postanowił wycofać je ze startu w mistrzostwach świata.
Ze względu na fakt, że Simon Ammann i Adam Małysz bronili tytułów mistrza świata z 2007 roku, w kwalifikacjach do konkursu indywidualnego na skoczni dużej Szwajcarzy mogli wystawić pięciu skoczków, a na skoczni normalnej taką możliwość mieli Polacy. Dlatego też w pierwszym z konkursów uczestniczyło pięciu reprezentantów Polski. W zawodach na skoczni dużej Szwajcarzy nie skorzystali ze wspomnianego przywileju, gdyż reprezentacja tego kraju na MŚ 2009 liczyła tylko dwóch skoczków.
| Reprezentacje mężczyzn     |                      |                    |                    |                    |                    |                    |                    |         |
| Zawodnik                   | Data urodzenia       | Miejsca na MŚ 2007 | Miejsca na MŚ 2007 | Miejsca na MŚ 2007 | Miejsca na MŚ 2009 | Miejsca na MŚ 2009 | Miejsca na MŚ 2009 | Źródło  |
| Zawodnik                   | Data urodzenia       | ind. duża          | ind. norm.         | druż. duża         | ind. norm.         | ind. duża          | druż. duża         | Źródło  |
| Austria (5)                |                      |                    |                    |                    |                    |                    |                    |         |
| Markus Eggenhofer          | 11 grudnia 1987      | –                  | –                  | –                  | –                  | –                  | –                  | [ 31 ]  |
| Martin Koch                | 22 stycznia 1982     | 9                  | –                  | –                  | 22                 | 16                 | 1                  | [ 32 ]  |
| Wolfgang Loitzl            | 13 stycznia 1980     | –                  | 12                 | 1                  | 1                  | 6                  | 1                  | [ 33 ]  |
| Thomas Morgenstern         | 30 października 1986 | 5                  | 3                  | 1                  | 8                  | 10                 | 1                  | [ 34 ]  |
| Gregor Schlierenzauer      | 7 stycznia 1990      | 10                 | 8                  | 1                  | 2                  | 4                  | 1                  | [ 35 ]  |
| Białoruś (1)               |                      |                    |                    |                    |                    |                    |                    |         |
| Iwan Sobolew               | 3 marca 1983         | –                  | –                  | –                  | q                  | q                  | –                  | [ 37 ]  |
| Bułgaria (2)               |                      |                    |                    |                    |                    |                    |                    |         |
| Petyr Fyrtunow             | 3 czerwca 1989       | –                  | –                  | –                  | –                  | –                  | –                  | [ 38 ]  |
| Władimir Zografski         | 14 lipca 1993        | –                  | –                  | –                  | 43                 | q                  | –                  | [ 39 ]  |
| Czechy (6)                 |                      |                    |                    |                    |                    |                    |                    |         |
| Martin Cikl                | 17 sierpnia 1987     | –                  | –                  | –                  | –                  | –                  | –                  | [ 40 ]  |
| Lukáš Hlava                | 10 września 1984     | –                  | –                  | –                  | 20                 | 27                 | 5                  | [ 41 ]  |
| Jakub Janda                | 27 kwietnia 1978     | 20                 | 18                 | 9                  | 33                 | 19                 | 5                  | [ 42 ]  |
| Roman Koudelka             | 9 lipca 1989         | 25                 | 25                 | 9                  | 9                  | 9                  | 5                  | [ 43 ]  |
| Čestmír Kožíšek            | 9 listopada 1991     | –                  | –                  | –                  | –                  | –                  | –                  | [ 44 ]  |
| Ondřej Vaculík             | 12 maja 1986         | –                  | 50                 | –                  | 31                 | 38                 | 5                  | [ 45 ]  |
| Estonia (1)                |                      |                    |                    |                    |                    |                    |                    |         |
| Illimar Pärn               | 27 października 1988 | –                  | –                  | –                  | q                  | q                  | –                  | [ 46 ]  |
| Finlandia (5)              |                      |                    |                    |                    |                    |                    |                    |         |
| Matti Hautamäki            | 14 lipca 1981        | 18                 | 15                 | 4                  | 36                 | 11                 | 6                  | [ 48 ]  |
| Kalle Keituri              | 25 kwietnia 1984     | –                  | –                  | –                  | 29                 | 31                 | 6                  | [ 49 ]  |
| Ville Larinto              | 11 kwietnia 1990     | –                  | –                  | –                  | 7                  | 12                 | 6                  | [ 50 ]  |
| Harri Olli                 | 15 stycznia 1985     | 2                  | 31                 | 4                  | 13                 | 21                 | 6                  | [ 51 ]  |
| Juha-Matti Ruuskanen       | 24 lipca 1984        | –                  | –                  | –                  | –                  | –                  | –                  | [ 52 ]  |
| Francja (5)                |                      |                    |                    |                    |                    |                    |                    |         |
| Emmanuel Chedal            | 15 stycznia 1983     | –                  | –                  | –                  | q                  | 18                 | 8                  | [ 53 ]  |
| Vincent Descombes Sevoie   | 9 stycznia 1984      | q                  | 46                 | –                  | 33                 | 41                 | 8                  | [ 54 ]  |
| David Lazzaroni            | 4 lutego 1985        | 28                 | 33                 | –                  | q                  | 48                 | 8                  | [ 55 ]  |
| Alexandre Mabboux          | 19 września 1991     | –                  | –                  | –                  | q                  | 42                 | 8                  | [ 56 ]  |
| Nicolas Mayer              | 6 października 1990  | –                  | –                  | –                  | –                  | –                  | –                  | [ 57 ]  |
| Japonia (5)                |                      |                    |                    |                    |                    |                    |                    |         |
| Daiki Itō                  | 27 grudnia 1985      | 29                 | 20                 | 3                  | 22                 | 20                 | 3                  | [ 58 ]  |
| Noriaki Kasai              | 6 czerwca 1972       | 24                 | 34                 | 3                  | 30                 | 32                 | 3                  | [ 59 ]  |
| Takanobu Okabe             | 26 października 1970 | 21                 | 45                 | 3                  | 14                 | 45                 | 3                  | [ 60 ]  |
| Shōhei Tochimoto           | 21 grudnia 1989      | 16                 | –                  | 3                  | –                  | 34                 | 3                  | [ 61 ]  |
| Fumihisa Yumoto            | 23 kwietnia 1984     | –                  | –                  | –                  | 39                 | –                  | –                  | [ 62 ]  |
| Kanada (2)                 |                      |                    |                    |                    |                    |                    |                    |         |
| Mackenzie Boyd-Clowes      | 13 lipca 1991        | –                  | –                  | –                  | q                  | 46                 | –                  | [ 63 ]  |
| Stefan Read                | 7 maja 1987          | 44                 | 37                 | 12                 | 42                 | q                  | –                  | [ 64 ]  |
| Kazachstan (5)             |                      |                    |                    |                    |                    |                    |                    |         |
| Iwan Karaułow              | 23 czerwca 1980      | –                  | q                  | 11                 | q                  | q                  | 12                 | [ 65 ]  |
| Anatolij Karpienko         | 4 lutego 1987        | –                  | –                  | –                  | q                  | –                  | –                  | [ 66 ]  |
| Nikołaj Karpienko          | 10 sierpnia 1981     | 36                 | 48                 | 11                 | 47                 | 26                 | 12                 | [ 67 ]  |
| Aleksiej Korolow           | 20 czerwca 1987      | q                  | q                  | –                  | 46                 | q                  | 12                 | [ 68 ]  |
| Radik Żaparow              | 29 lutego 1984       | 26                 | 24                 | 11                 | –                  | 43                 | 12                 | [ 69 ]  |
| Niemcy (5)                 |                      |                    |                    |                    |                    |                    |                    |         |
| Stephan Hocke              | 20 października 1983 | 32                 | 28                 | 8                  | 19                 | 12                 | 10                 | [ 71 ]  |
| Michael Neumayer           | 15 stycznia 1979     | –                  | –                  | –                  | 17                 | 28                 | 10                 | [ 72 ]  |
| Martin Schmitt             | 29 stycznia 1978     | 30                 | 16                 | 8                  | 5                  | 2                  | 10                 | [ 73 ]  |
| Felix Schoft               | 6 lipca 1990         | –                  | –                  | –                  | –                  | –                  | –                  | [ 74 ]  |
| Michael Uhrmann            | 16 września 1978     | –                  | –                  | –                  | 15                 | 17                 | 10                 | [ 75 ]  |
| Norwegia (5)               |                      |                    |                    |                    |                    |                    |                    |         |
| Anders Bardal              | 28 sierpnia 1982     | –                  | 16                 | 2                  | 12                 | 5                  | 2                  | [ 76 ]  |
| Johan Remen Evensen        | 16 września 1985     | –                  | –                  | –                  | 27                 | 30                 | 2                  | [ 77 ]  |
| Tom Hilde                  | 22 września 1987     | 12                 | 21                 | 2                  | 16                 | 23                 | 2                  | [ 78 ]  |
| Anders Jacobsen            | 17 lutego 1985       | 14                 | 7                  | 2                  | 17                 | 3                  | 2                  | [ 79 ]  |
| Roar Ljøkelsøy             | 31 maja 1976         | 3                  | 4                  | 2                  | –                  | –                  | –                  | [ 80 ]  |
| Polska (6)                 |                      |                    |                    |                    |                    |                    |                    |         |
| Stefan Hula                | 29 września 1986     | –                  | –                  | –                  | 26                 | –                  | 4                  | [ 81 ]  |
| Maciej Kot                 | 9 czerwca 1991       | –                  | –                  | –                  | 45                 | –                  | –                  | [ 82 ]  |
| Adam Małysz                | 3 grudnia 1977       | 4                  | 1                  | 5                  | 22                 | 12                 | 4                  | [ 83 ]  |
| Łukasz Rutkowski           | 22 stycznia 1988     | –                  | –                  | –                  | 36                 | 39                 | 4                  | [ 84 ]  |
| Kamil Stoch                | 25 maja 1987         | 13                 | 11                 | 5                  | 4                  | 24                 | 4                  | [ 85 ]  |
| Rafał Śliż                 | 11 lipca 1983        | –                  | –                  | –                  | –                  | 50                 | –                  | [ 86 ]  |
| Rosja (5)                  |                      |                    |                    |                    |                    |                    |                    |         |
| Dmitrij Ipatow             | 30 czerwca 1984      | 17                 | 9                  | 6                  | q                  | –                  | –                  | [ 87 ]  |
| Pawieł Karielin            | 27 kwietnia 1990     | –                  | –                  | –                  | –                  | 32                 | 9                  | [ 88 ]  |
| Dienis Korniłow            | 17 sierpnia 1986     | 47                 | 23                 | 6                  | 20                 | 22                 | 9                  | [ 89 ]  |
| Ilja Roslakow              | 18 lutego 1983       | 31                 | 19                 | 6                  | 28                 | 44                 | 9                  | [ 90 ]  |
| Dmitrij Wasiljew           | 26 grudnia 1979      | 7                  | 10                 | 6                  | 10                 | 7                  | 9                  | [ 91 ]  |
| Rumunia (2)                |                      |                    |                    |                    |                    |                    |                    |         |
| Szilveszter Kozma          | 27 lutego 1992       | –                  | –                  | –                  | q                  | q                  | –                  | [ 92 ]  |
| Remus Tudor                | 17 marca 1993        | –                  | –                  | –                  | q                  | q                  | –                  | [ 93 ]  |
| Słowacja (1)               |                      |                    |                    |                    |                    |                    |                    |         |
| Tomáš Zmoray               | 26 lipca 1989        | –                  | –                  | –                  | 50                 | q                  | –                  | [ 94 ]  |
| Słowenia (5)               |                      |                    |                    |                    |                    |                    |                    |         |
| Jernej Damjan              | 28 maja 1983         | 45                 | 25                 | 10                 | 41                 | 37                 | 7                  | [ 95 ]  |
| Robert Hrgota              | 2 sierpnia 1988      | –                  | –                  | –                  | 22                 | q                  | 7                  | [ 96 ]  |
| Robert Kranjec             | 16 lipca 1981        | –                  | –                  | –                  | 11                 | 15                 | 7                  | [ 97 ]  |
| Mitja Mežnar               | 30 czerwca 1988      | –                  | –                  | –                  | 31                 | 47                 | 7                  | [ 98 ]  |
| Primož Peterka             | 28 lutego 1979       | –                  | –                  | –                  | –                  | –                  | –                  | [ 99 ]  |
| Stany Zjednoczone (2)      |                      |                    |                    |                    |                    |                    |                    |         |
| Nicholas Fairall           | 6 lipca 1989         | –                  | –                  | –                  | q                  | q                  | –                  | [ 100 ] |
| Anders Johnson             | 23 kwietnia 1989     | –                  | –                  | –                  | 48                 | 40                 | –                  | [ 101 ] |
| Szwajcaria (2)             |                      |                    |                    |                    |                    |                    |                    |         |
| Simon Ammann               | 25 czerwca 1981      | 1                  | 2                  | 7                  | 3                  | 8                  | –                  | [ 102 ] |
| Andreas Küttel             | 22 kwietnia 1979     | 19                 | 5                  | 7                  | 6                  | 1                  | –                  | [ 103 ] |
| Szwecja (2)                |                      |                    |                    |                    |                    |                    |                    |         |
| Andreas Arén               | 28 listopada 1985    | –                  | –                  | –                  | 49                 | q                  | –                  | [ 104 ] |
| Johan Erikson              | 20 stycznia 1985     | –                  | –                  | –                  | 39                 | 36                 | –                  | [ 105 ] |
| Ukraina (3)                |                      |                    |                    |                    |                    |                    |                    |         |
| Wołodymyr Boszczuk         | 3 sierpnia 1982      | q                  | 35                 | 13                 | 44                 | 28                 | –                  | [ 106 ] |
| Ołeksandr Łazarowycz       | 30 sierpnia 1984     | q                  | q                  | 13                 | 38                 | 49                 | –                  | [ 107 ] |
| Witalij Szumbareć          | 14 lipca 1983        | 41                 | 51                 | 13                 | q                  | 35                 | –                  | [ 108 ] |
| Włochy (4)                 |                      |                    |                    |                    |                    |                    |                    |         |
| Sebastian Colloredo        | 9 września 1987      | 43                 | q                  | –                  | 35                 | 25                 | 11                 | [ 109 ] |
| Alessio De Crignis         | 18 maja 1990         | –                  | –                  | –                  | –                  | q                  | 11                 | [ 110 ] |
| Roberto Dellasega          | 15 czerwca 1990      | –                  | –                  | –                  | –                  | q                  | 11                 | [ 111 ] |
| Andrea Morassi             | 30 sierpnia 1988     | 22                 | 43                 | –                  | q                  | q                  | 11                 | [ 112 ] |
| Reprezentacje kobiet       |                      |                    |                    |                    |                    |                    |                    |         |
| Zawodniczka                | Data urodzenia       | Miejsce na MŚ 2009 | Miejsce na MŚ 2009 | Miejsce na MŚ 2009 | Miejsce na MŚ 2009 | Miejsce na MŚ 2009 | Miejsce na MŚ 2009 | Źródło  |
| Austria (2)                |                      |                    |                    |                    |                    |                    |                    |         |
| Daniela Iraschko           | 21 listopada 1983    | 4                  | 4                  | 4                  | 4                  | 4                  | 4                  | [ 113 ] |
| Jacqueline Seifriedsberger | 20 stycznia 1991     | 12                 | 12                 | 12                 | 12                 | 12                 | 12                 | [ 114 ] |
| Czechy (4)                 |                      |                    |                    |                    |                    |                    |                    |         |
| Natálie Dejmková           | 15 września 1996     | –                  | –                  | –                  | –                  | –                  | –                  | [ 115 ] |
| Michaela Doleželová        | 12 lipca 1994        | 27                 | 27                 | 27                 | 27                 | 27                 | 27                 | [ 116 ] |
| Lucie Míková               | 21 września 1994     | –                  | –                  | –                  | –                  | –                  | –                  | [ 117 ] |
| Vladěna Pustková           | 11 lipca 1992        | 35                 | 35                 | 35                 | 35                 | 35                 | 35                 | [ 118 ] |
| Finlandia (1)              |                      |                    |                    |                    |                    |                    |                    |         |
| Julia Kykkänen             | 17 kwietnia 1994     | 26                 | 26                 | 26                 | 26                 | 26                 | 26                 | [ 119 ] |
| Francja (2)                |                      |                    |                    |                    |                    |                    |                    |         |
| Caroline Espiau            | 29 września 1992     | 33                 | 33                 | 33                 | 33                 | 33                 | 33                 | [ 120 ] |
| Coline Mattel              | 3 listopada 1995     | 5                  | 5                  | 5                  | 5                  | 5                  | 5                  | [ 121 ] |
| Holandia (2)               |                      |                    |                    |                    |                    |                    |                    |         |
| Lara Thomae                | 29 kwietnia 1993     | 31                 | 31                 | 31                 | 31                 | 31                 | 31                 | [ 122 ] |
| Wendy Vuik                 | 25 listopada 1988    | 23                 | 23                 | 23                 | 23                 | 23                 | 23                 | [ 123 ] |
| Japonia (4)                |                      |                    |                    |                    |                    |                    |                    |         |
| Yūki Itō                   | 10 maja 1994         | 17                 | 17                 | 17                 | 17                 | 17                 | 17                 | [ 124 ] |
| Ayuka Takeda               | 23 stycznia 1990     | 21                 | 21                 | 21                 | 21                 | 21                 | 21                 | [ 125 ] |
| Ayumi Watase               | 18 lipca 1984        | 10                 | 10                 | 10                 | 10                 | 10                 | 10                 | [ 126 ] |
| Izumi Yamada               | 28 sierpnia 1978     | 25                 | 25                 | 25                 | 25                 | 25                 | 25                 | [ 127 ] |
| Kanada (3)                 |                      |                    |                    |                    |                    |                    |                    |         |
| Nata De Leeuw              | 2 lutego 1991        | 11                 | 11                 | 11                 | 11                 | 11                 | 11                 | [ 128 ] |
| Atsuko Tanaka              | 25 stycznia 1992     | –                  | –                  | –                  | –                  | –                  | –                  | [ 129 ] |
| Katie Willis               | 1 maja 1991          | 19                 | 19                 | 19                 | 19                 | 19                 | 19                 | [ 130 ] |
| Niemcy (4)                 |                      |                    |                    |                    |                    |                    |                    |         |
| Ulrike Gräßler             | 17 maja 1987         | 2                  | 2                  | 2                  | 2                  | 2                  | 2                  | [ 131 ] |
| Anna Häfele                | 26 czerwca 1989      | 8                  | 8                  | 8                  | 8                  | 8                  | 8                  | [ 132 ] |
| Jenna Mohr                 | 15 kwietnia 1987     | 15                 | 15                 | 15                 | 15                 | 15                 | 15                 | [ 133 ] |
| Magdalena Schnurr          | 25 marca 1992        | 7                  | 7                  | 7                  | 7                  | 7                  | 7                  | [ 134 ] |
| Norwegia (4)               |                      |                    |                    |                    |                    |                    |                    |         |
| Line Jahr                  | 16 stycznia 1984     | 9                  | 9                  | 9                  | 9                  | 9                  | 9                  | [ 135 ] |
| Maren Lundby               | 7 września 1994      | 22                 | 22                 | 22                 | 22                 | 22                 | 22                 | [ 136 ] |
| Anette Sagen               | 10 stycznia 1985     | 3                  | 3                  | 3                  | 3                  | 3                  | 3                  | [ 137 ] |
| Helena Olsson Smeby        | 2 listopada 1983     | 16                 | 16                 | 16                 | 16                 | 16                 | 16                 | [ 138 ] |
| Słowenia (4)               |                      |                    |                    |                    |                    |                    |                    |         |
| Barbara Klinec             | 24 sierpnia 1994     | 34                 | 34                 | 34                 | 34                 | 34                 | 34                 | [ 139 ] |
| Eva Logar                  | 8 marca 1991         | 27                 | 27                 | 27                 | 27                 | 27                 | 27                 | [ 140 ] |
| Manja Pograjc              | 20 stycznia 1994     | 24                 | 24                 | 24                 | 24                 | 24                 | 24                 | [ 141 ] |
| Špela Rogelj               | 8 listopada 1994     | 30                 | 30                 | 30                 | 30                 | 30                 | 30                 | [ 142 ] |
| Stany Zjednoczone (4)      |                      |                    |                    |                    |                    |                    |                    |         |
| Sarah Hendrickson          | 1 sierpnia 1994      | 29                 | 29                 | 29                 | 29                 | 29                 | 29                 | [ 143 ] |
| Jessica Jerome             | 8 lutego 1987        | 6                  | 6                  | 6                  | 6                  | 6                  | 6                  | [ 144 ] |
| Alissa Johnson             | 28 maja 1987         | 20                 | 20                 | 20                 | 20                 | 20                 | 20                 | [ 145 ] |
| Lindsey Van                | 27 listopada 1984    | 1                  | 1                  | 1                  | 1                  | 1                  | 1                  | [ 146 ] |
| Szwajcaria (1)             |                      |                    |                    |                    |                    |                    |                    |         |
| Bigna Windmüller           | 27 lutego 1991       | 14                 | 14                 | 14                 | 14                 | 14                 | 14                 | [ 147 ] |
| Włochy (4)                 |                      |                    |                    |                    |                    |                    |                    |         |
| Lisa Demetz                | 21 maja 1989         | 18                 | 18                 | 18                 | 18                 | 18                 | 18                 | [ 148 ] |
| Evelyn Insam               | 10 lutego 1994       | 13                 | 13                 | 13                 | 13                 | 13                 | 13                 | [ 149 ] |
| Elena Runggaldier          | 10 lipca 1990        | 32                 | 32                 | 32                 | 32                 | 32                 | 32                 | [ 150 ] |
| Barbara Stuffer            | 7 września 1989      | 36                 | 36                 | 36                 | 36                 | 36                 | 36                 | [ 151 ] |

Legenda:
q – zawodnik nie zakwalifikował się do konkursu głównego;
DNS – zawodnik nie wystartował w konkursie głównym;
- – zawodnik nie został zgłoszony do kwalifikacji.

## Upadki
W trakcie kwalifikacji i konkursów na mistrzostwach świata w Libercu odnotowano tylko jeden nieustany skok. Zdarzenie to miało miejsce w drugiej serii konkursu mężczyzn na skoczni normalnej, a skoczkiem, który nie wylądował był Thomas Morgenstern.
25 lutego, podczas drugiej serii jednego z treningów przed konkursem indywidualnym mężczyzn na skoczni HS134, tuż po lądowaniu upadł reprezentant Polski, Kamil Stoch, a w trzeciej turze skoku nie ustał reprezentant Szwajcarii, Simon Ammann, który ostatecznie został zwycięzcą tej serii.
W pozostałych startach nie odnotowano żadnego upadku.